# Tourny-Noël
Tourny Noël est une revue littéraire et artistique, fondée par Edmond Depas et Paul Berthelot, publiée annuellement à Bordeaux entre 1895 et 1932.

## Description
La revue est fondée en 1895 par Edmond Despas (directeur de rédaction) et Paul Berthelot (directeur artistique). Elle est éditée par l'imprimeur bordelais Gustave Gounouilhou de 1895 à 1930, puis par l'imprimeur José Delmas.
Le format papier de la revue est quarto et elle contient entre vingt et trente pages. Le tirage est faible et la revue est financée principalement par la publicité des marques bordelaises de luxe.
La publication de Tourny-Noël est annuelle, sauf pour l'année 1897 avec l'édition de deux numéros : Tourny Printemps en mai et Tourny Noël en décembre. Il y a eu une seule publication pour les deux années 1917 et 1918. La revue disparaît après la publication de 1932, suit au décès de Paul Berthelot.

## Contenu deTourny-Noël
La revue se consacre essentiellement aux loisirs et plaisirs de la vie mondaine bordelaise et s'adresse aux lecteurs issus d'un milieu social aisé, lettrés et amateurs d'art. Elle est très semblable à la revue Paris-Noël.
Les textes sont : nouvelles, poèmes, chansons, articles sur le théâtre, les arts et la mode. Cependant l'essentiel du contenu sont les illustrations et caricatures. Presque tous les maîtres du dessin humoristique ont contribué à Tourny-Noël. En particulier Georges Goursat dit Sem, qui a commencé sa carrière en 1895 et a publié des planches chaque année jusqu'à la fin de la publication en 1935.

## Consultation en-ligne
La totalité de la publication est disponible. La légende sous l'image de chaque couverture est un lien vers la lecture en-ligne de la revue.

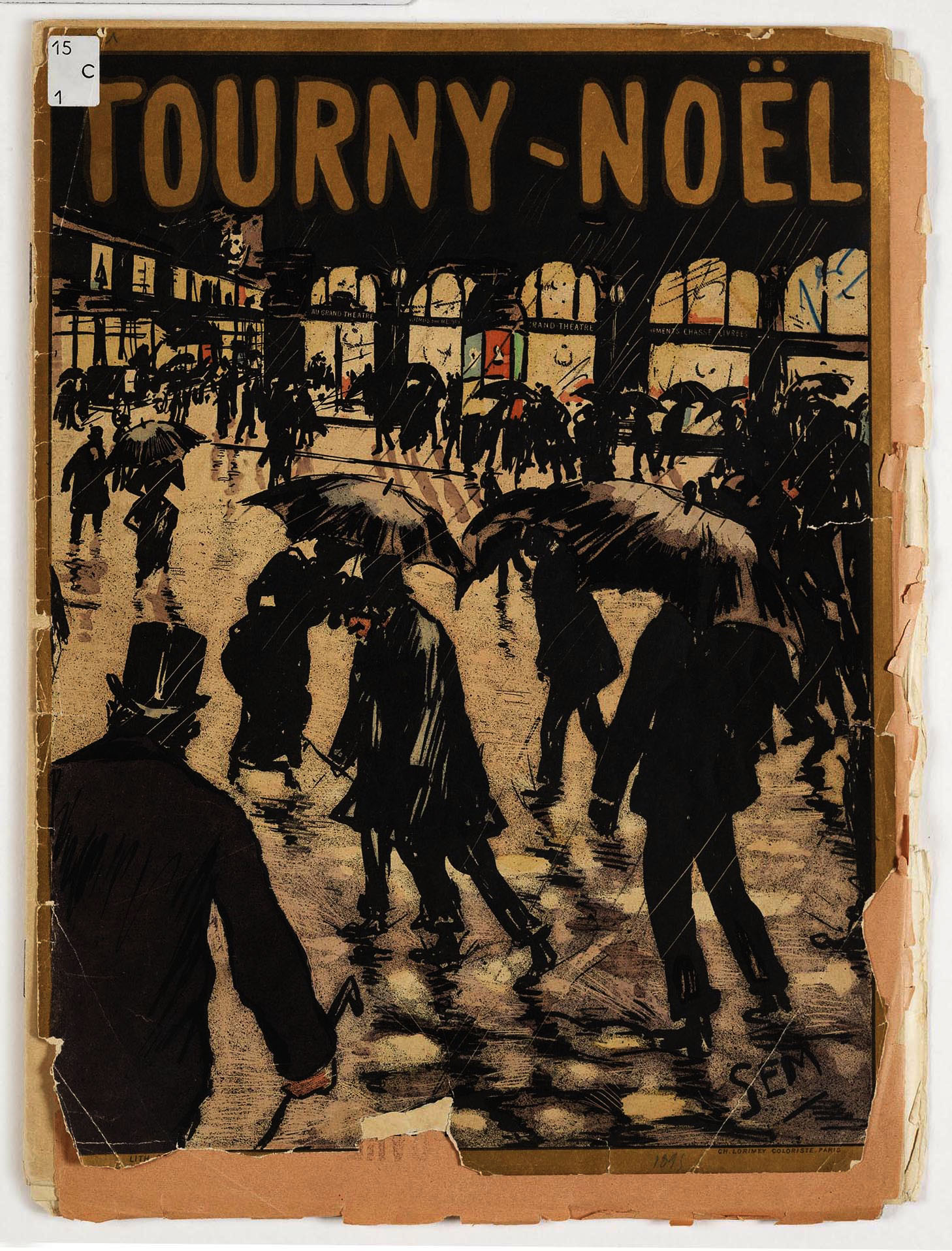
1895 Tourny-Noël (N°1)
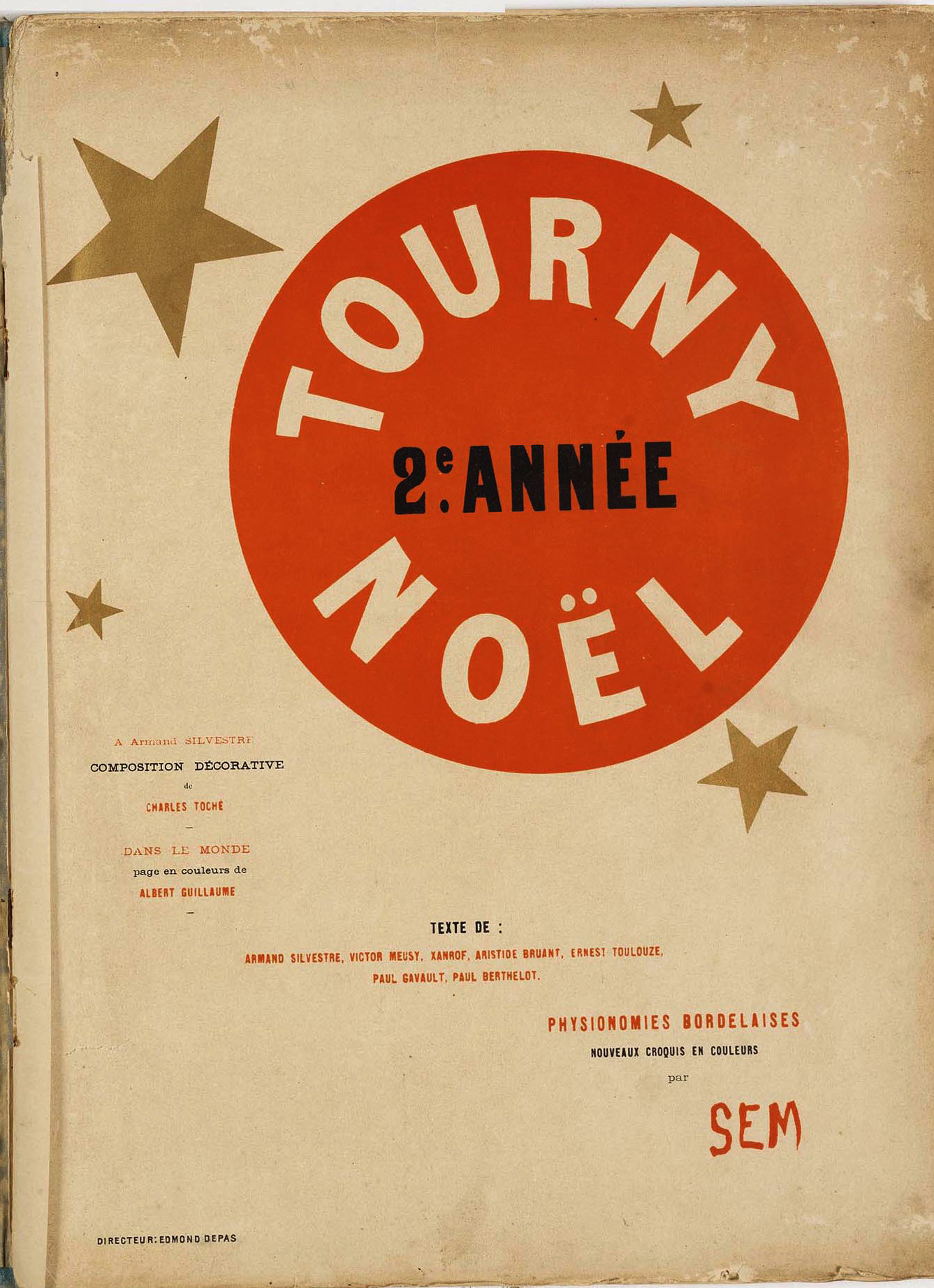
1896 Tourny-Noël (N°2)
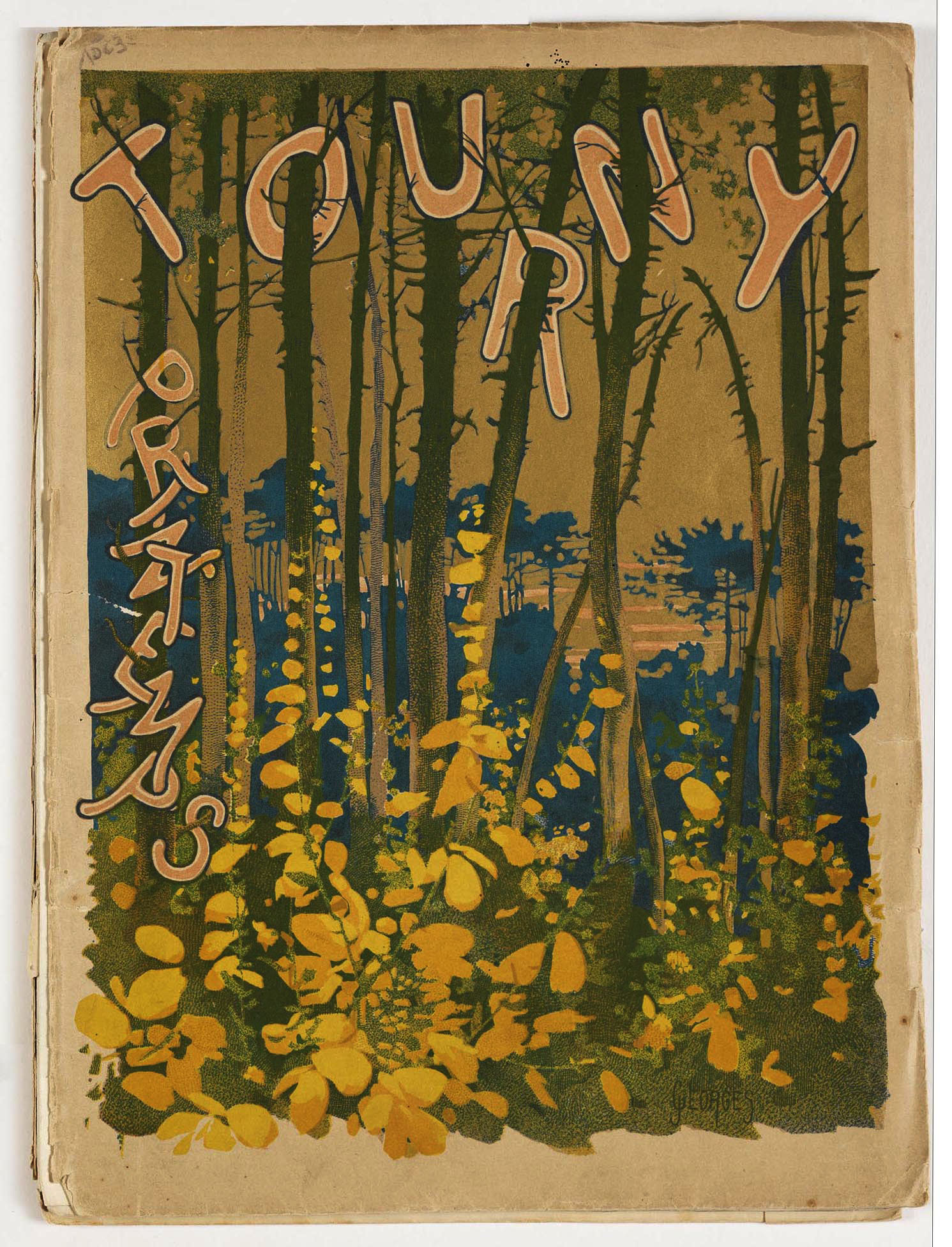
1897 Tourny-Printemps
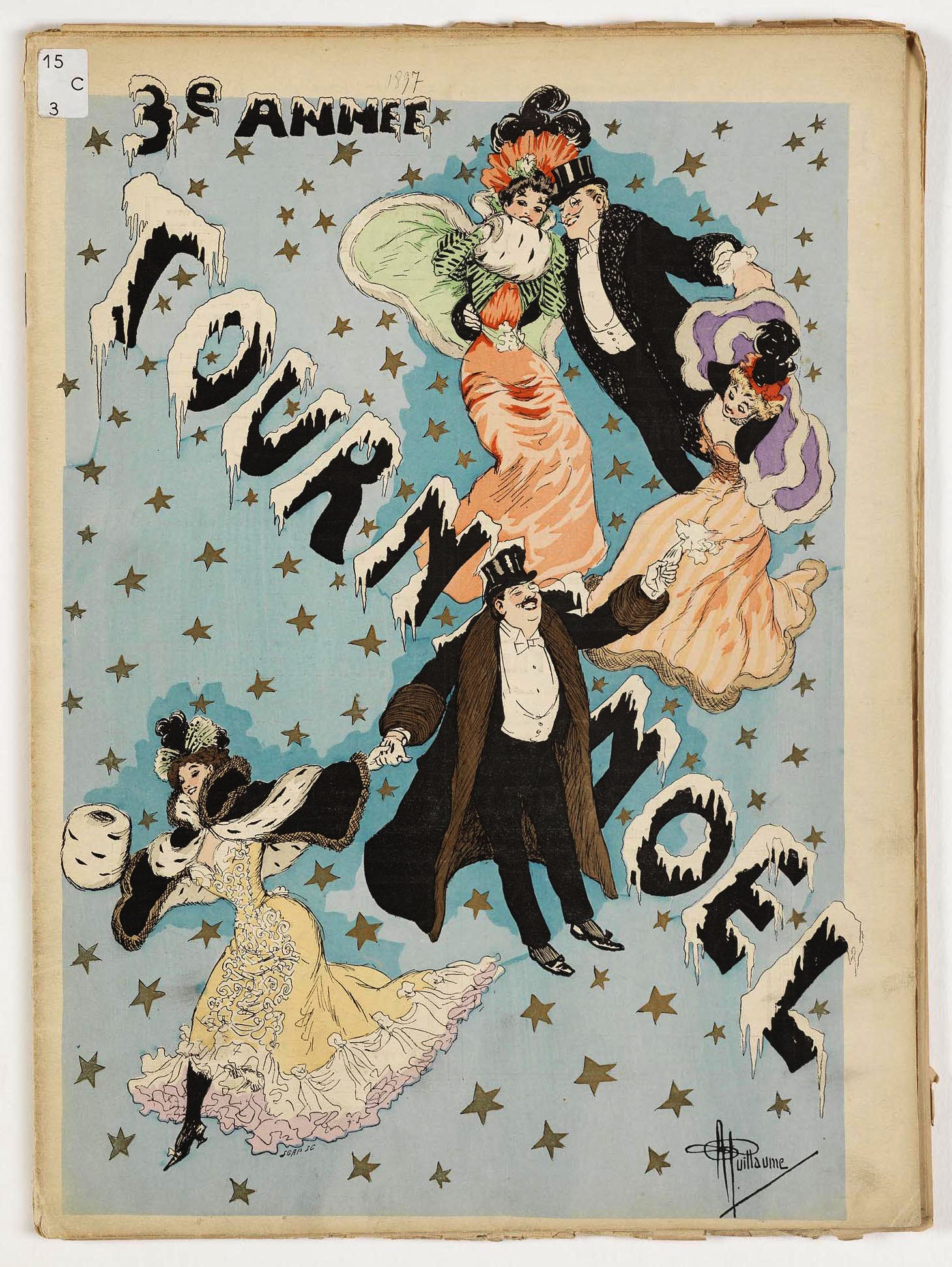
1897 Tourny-Noël (N°3)
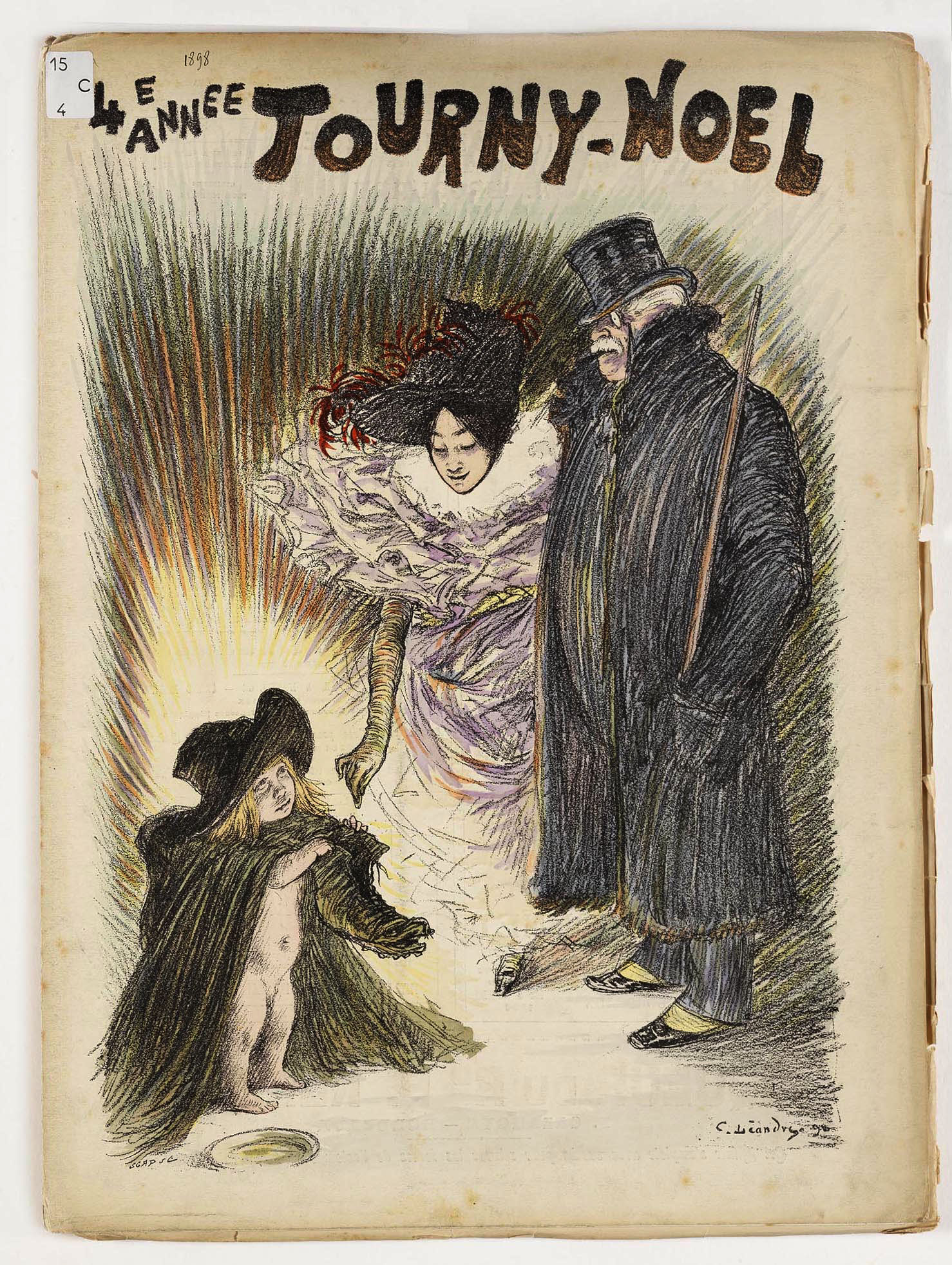
1898 Tourny-Noël (N°4)
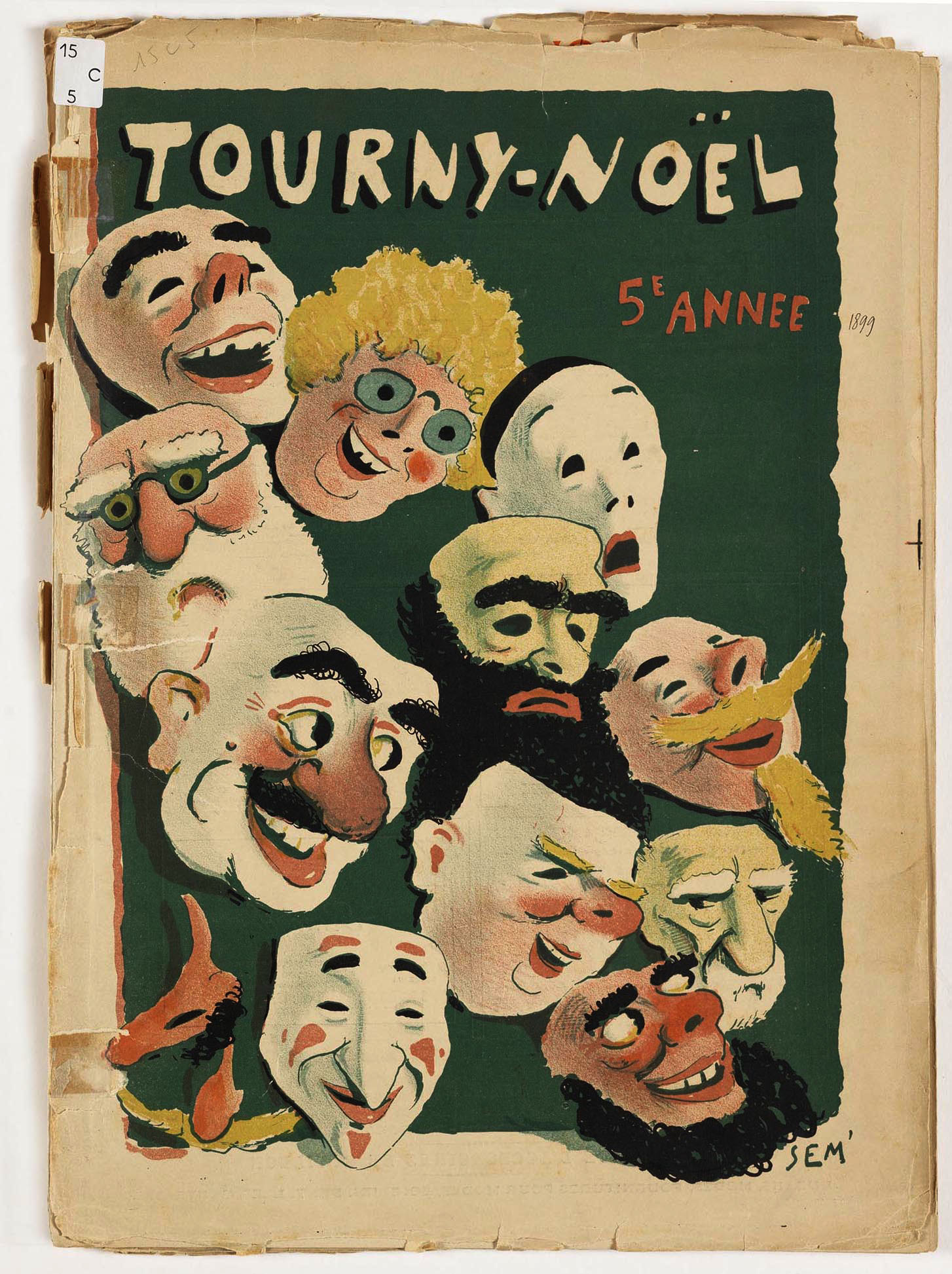
1899 Tourny-Noël (N°5)
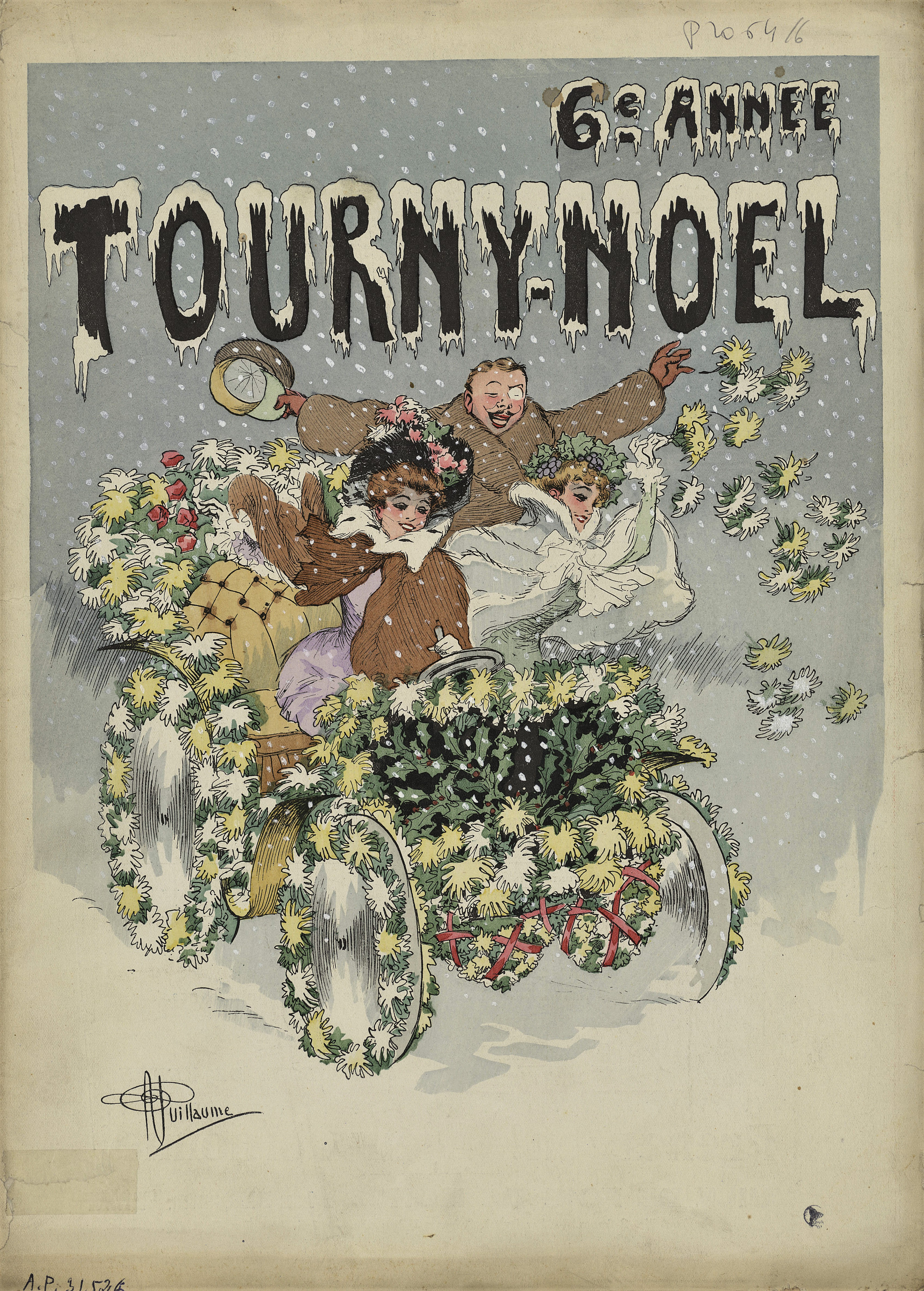
1900 Tourny-Noël (N°6)
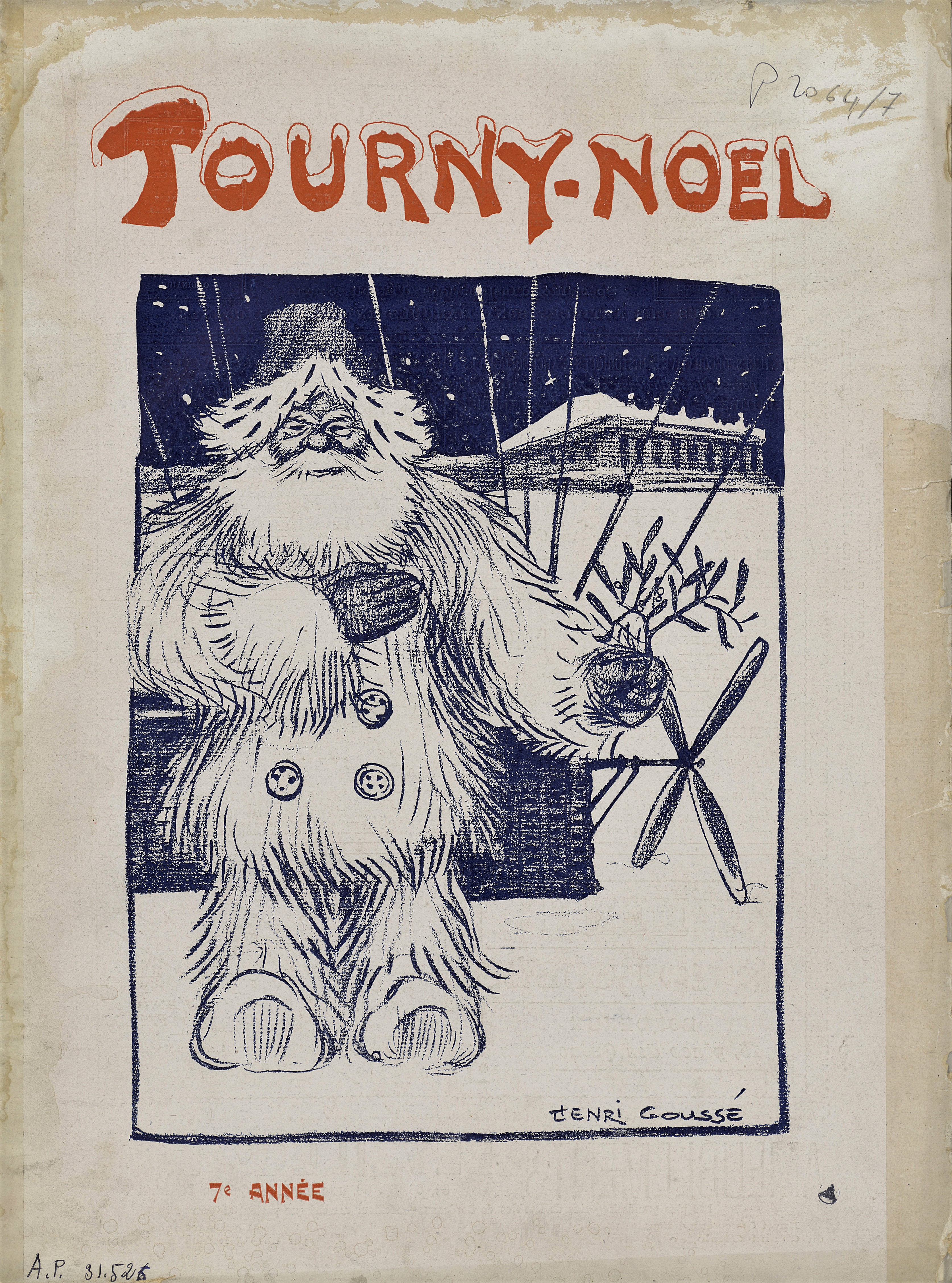
1901 Tourny-Noël (N°7)
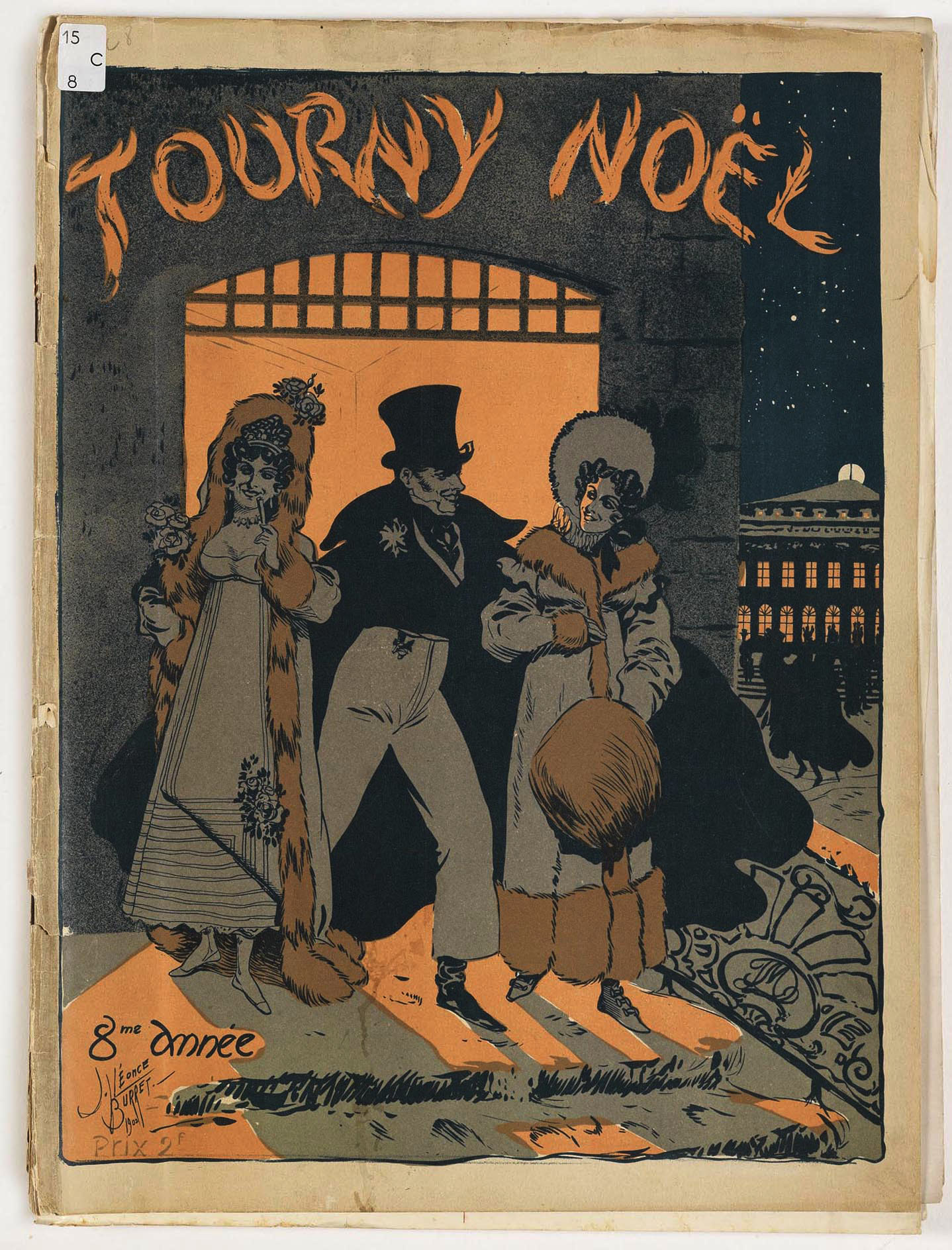
1902 Tourny-Noël (N°8)
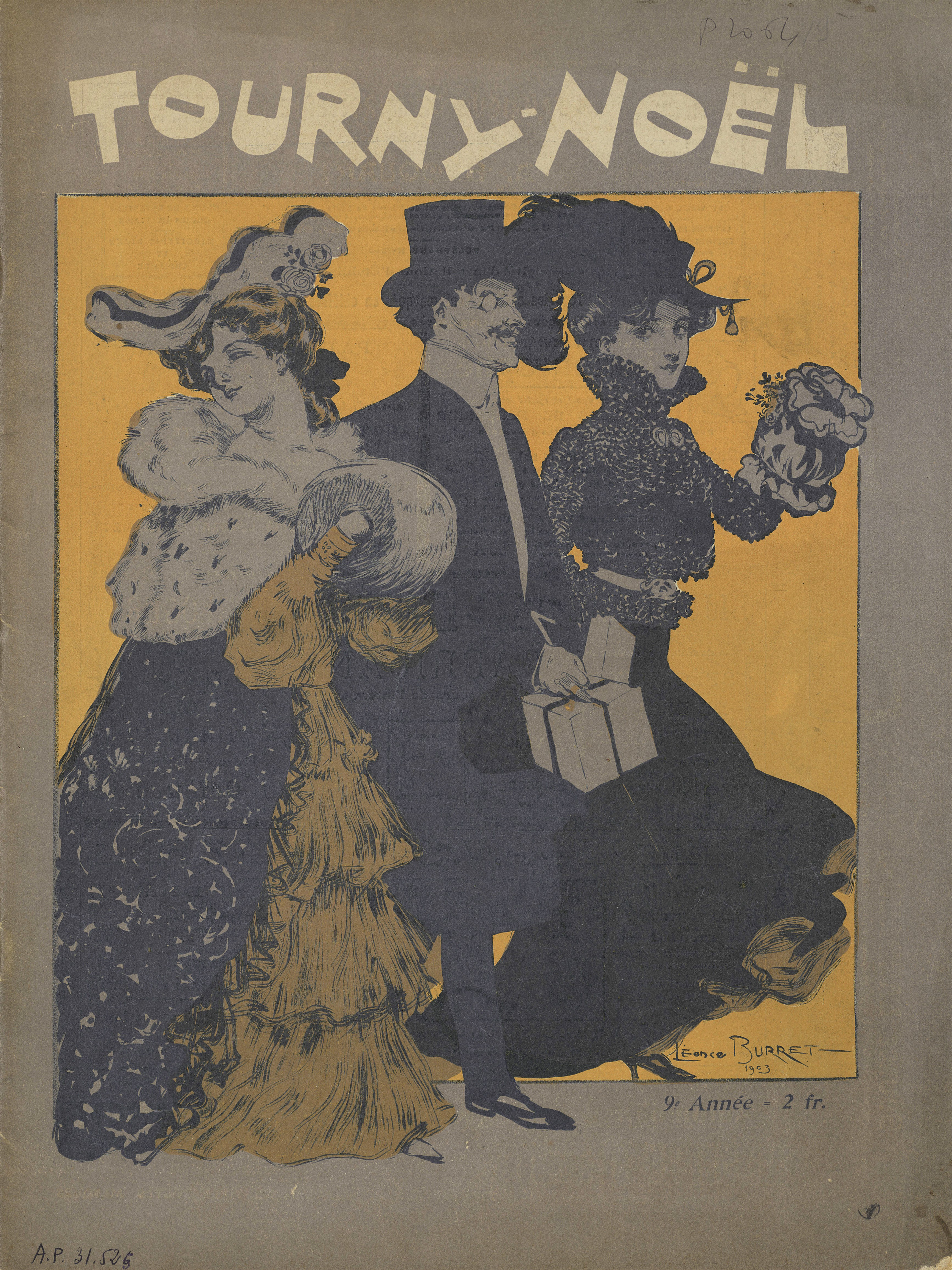
1903 Tourny-Noël (N°9)
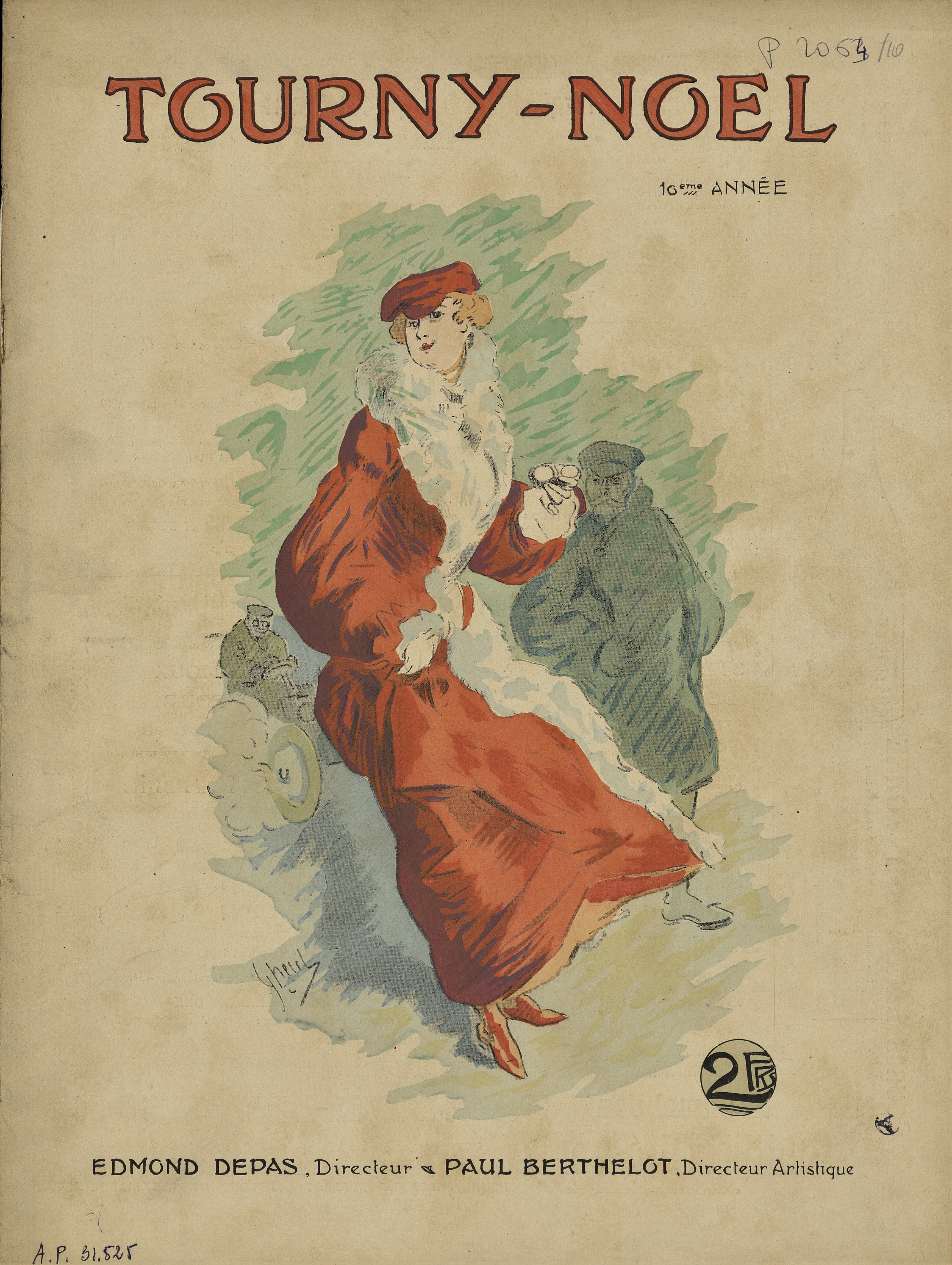
1904 Tourny-Noël (N°10)
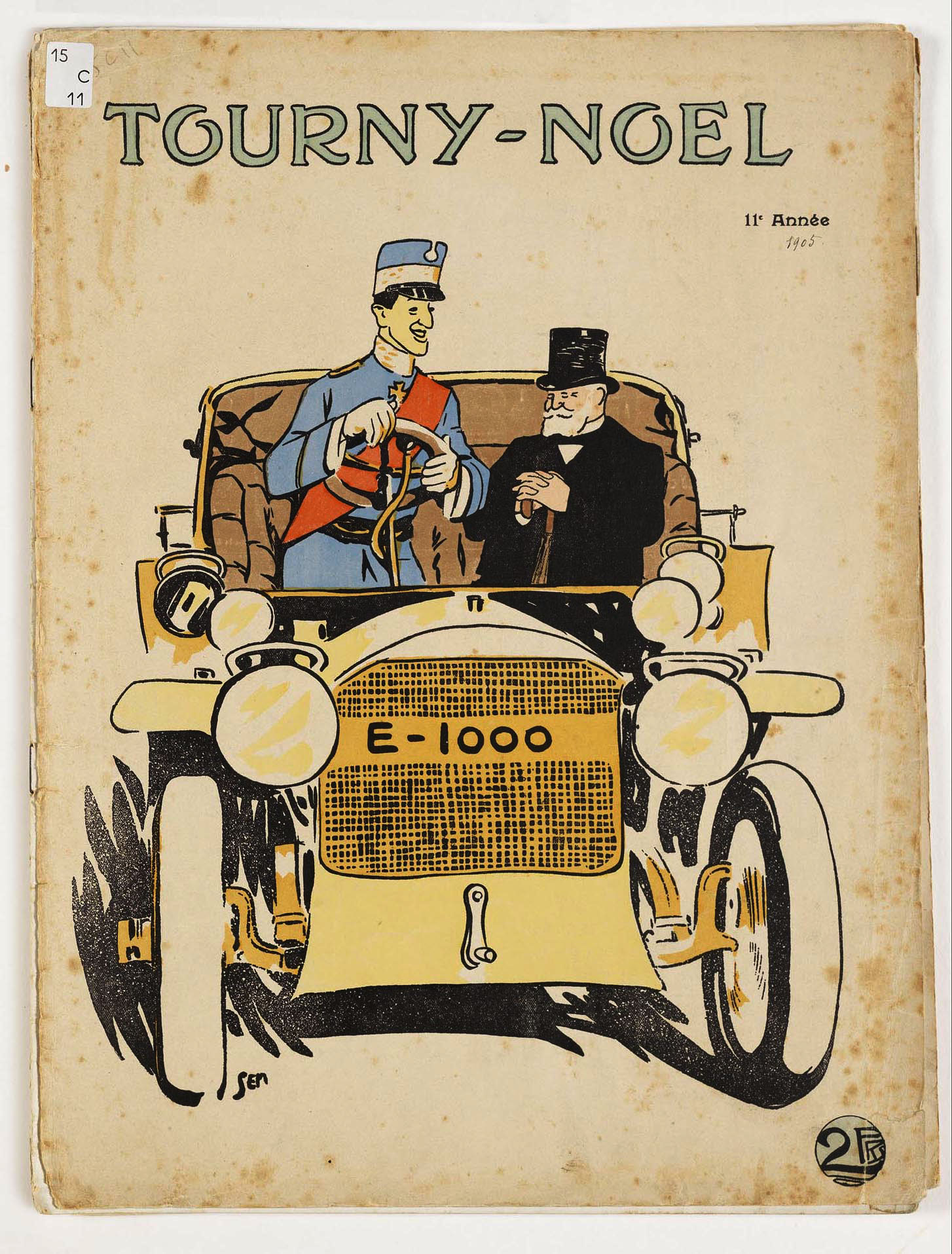
1905 Tourny-Noël (N°11)
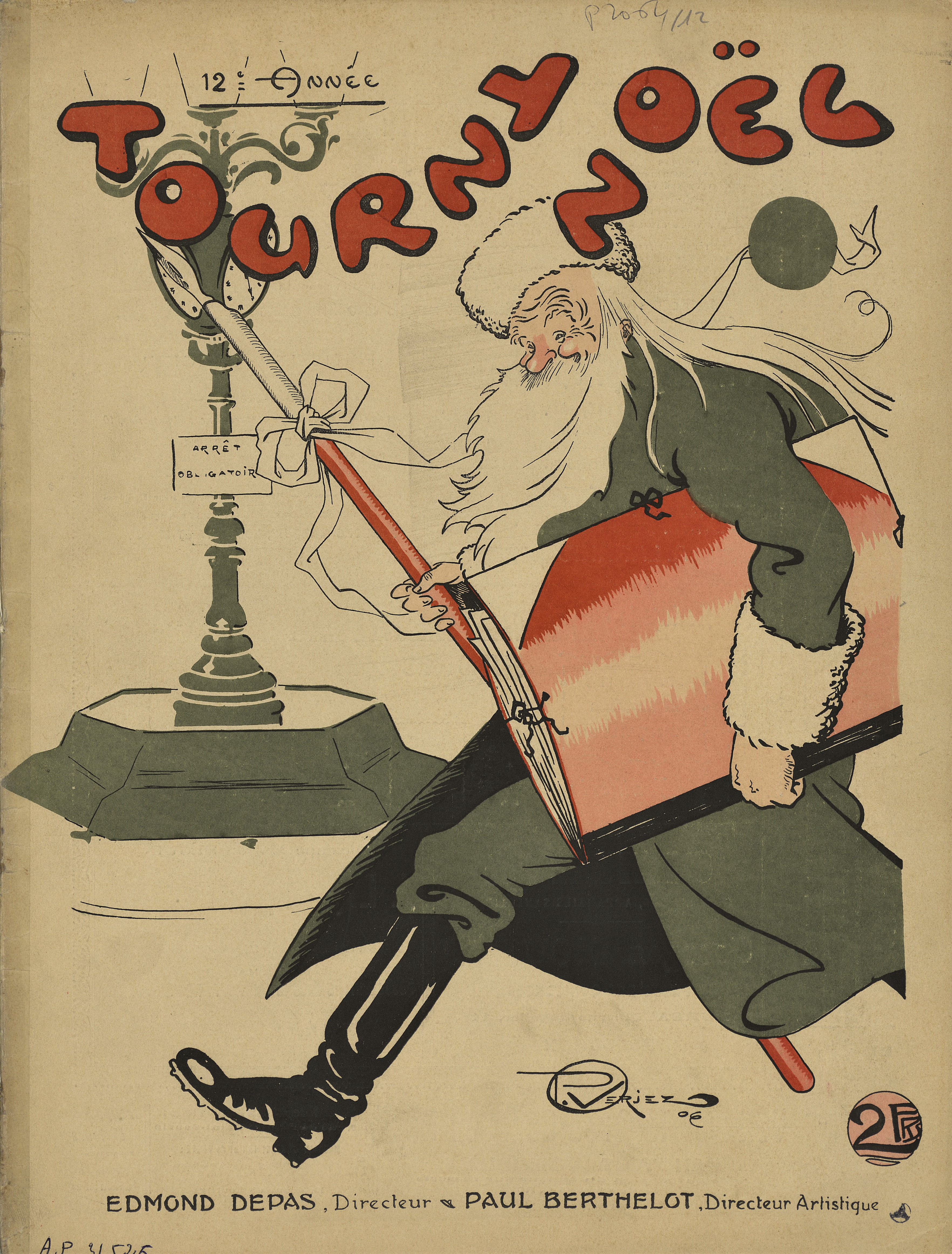
1906 Tourny-Noël (N°12)
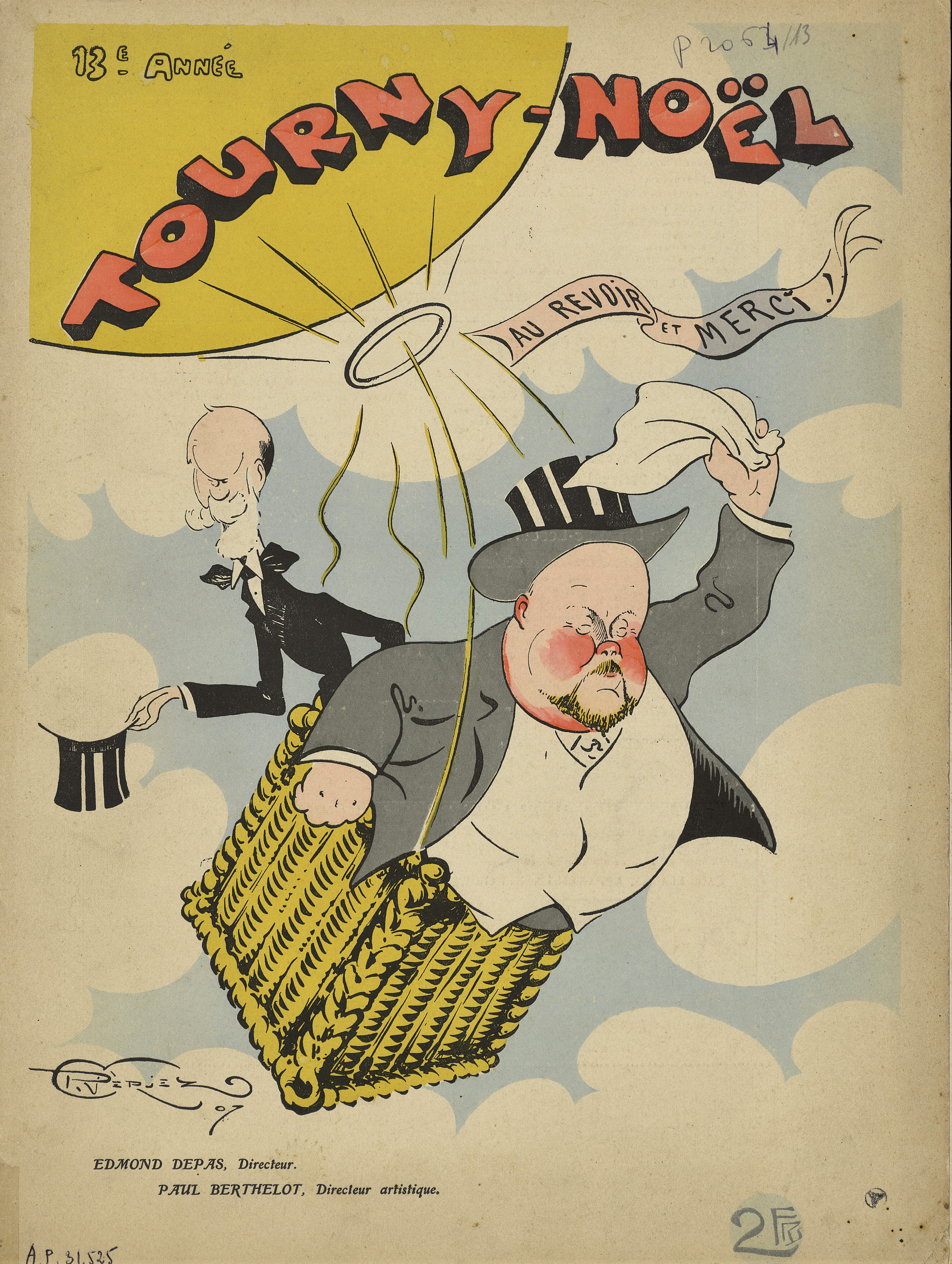
1907 Tourny-Noël (N°13)
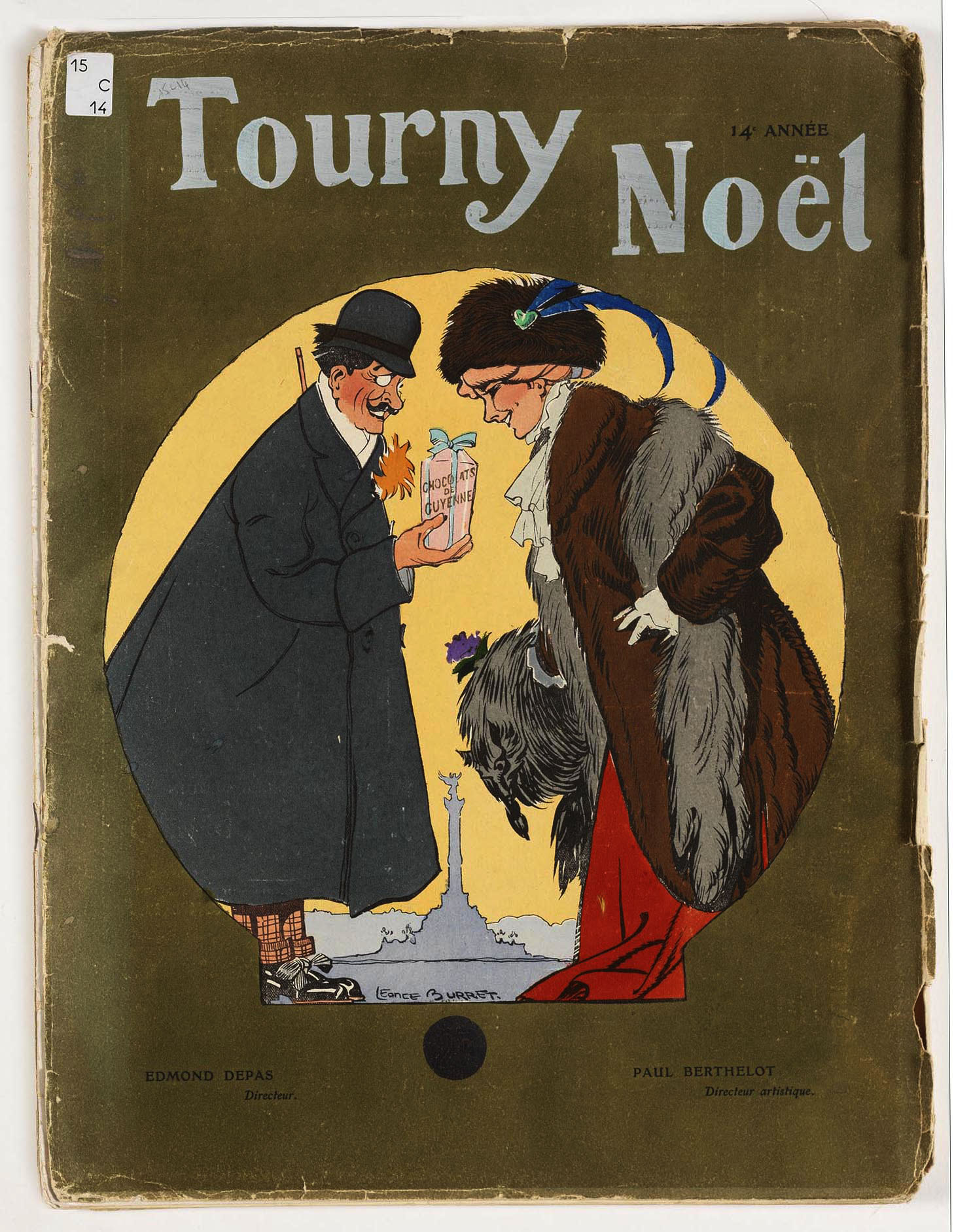
1908 Tourny-Noël (N°14)
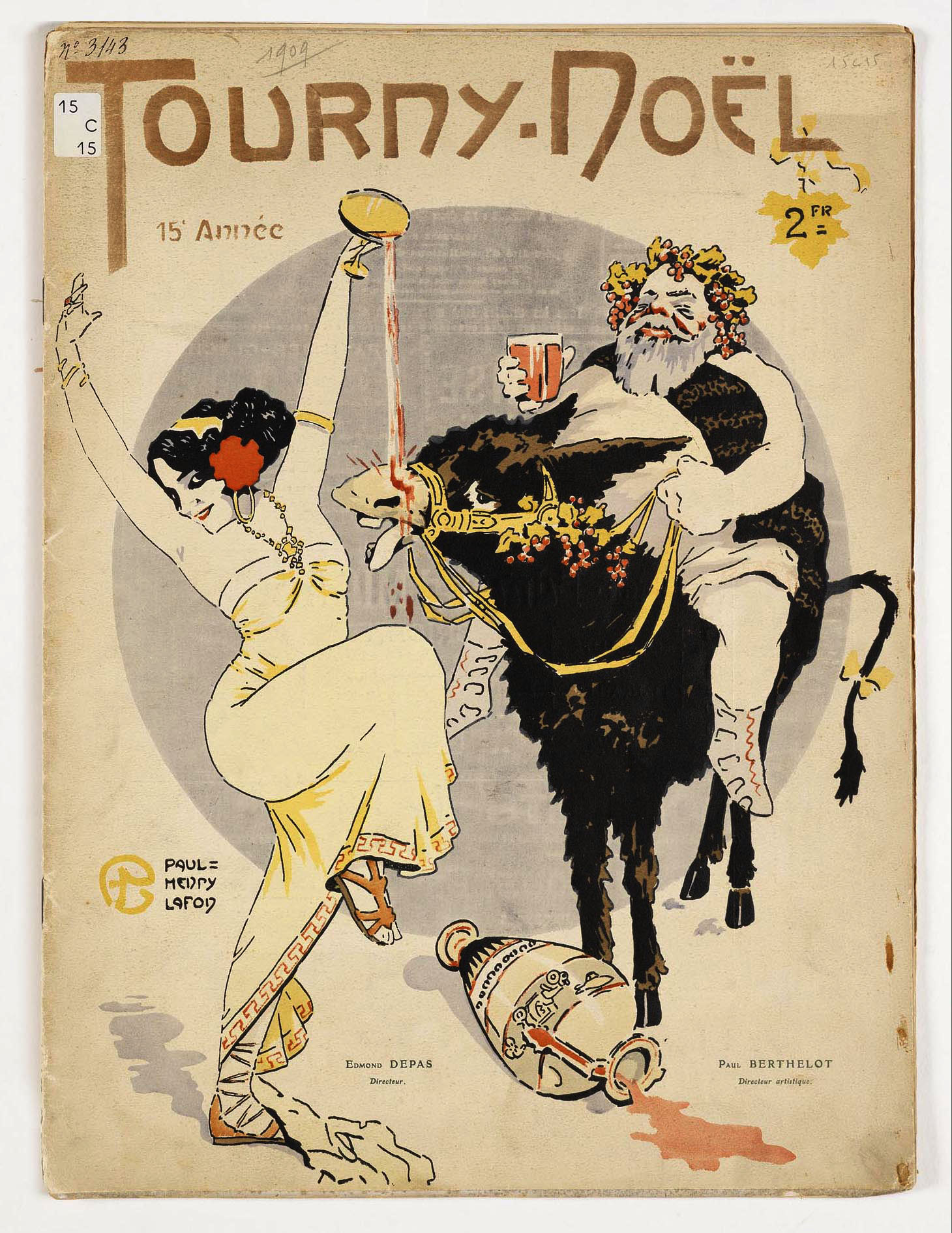
1909 Tourny-Noël (N°15)
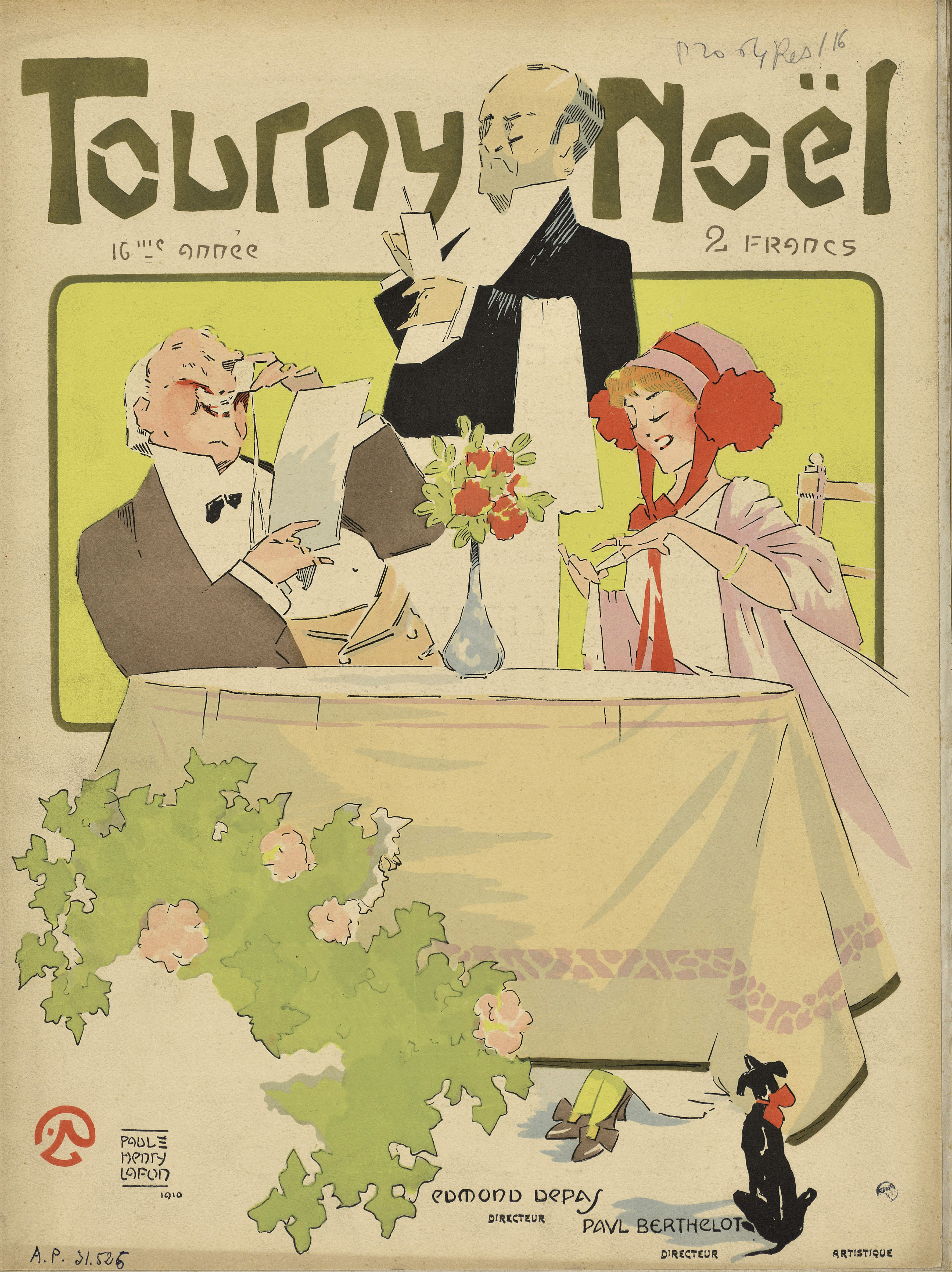
1910 Tourny-Noël (N°16)
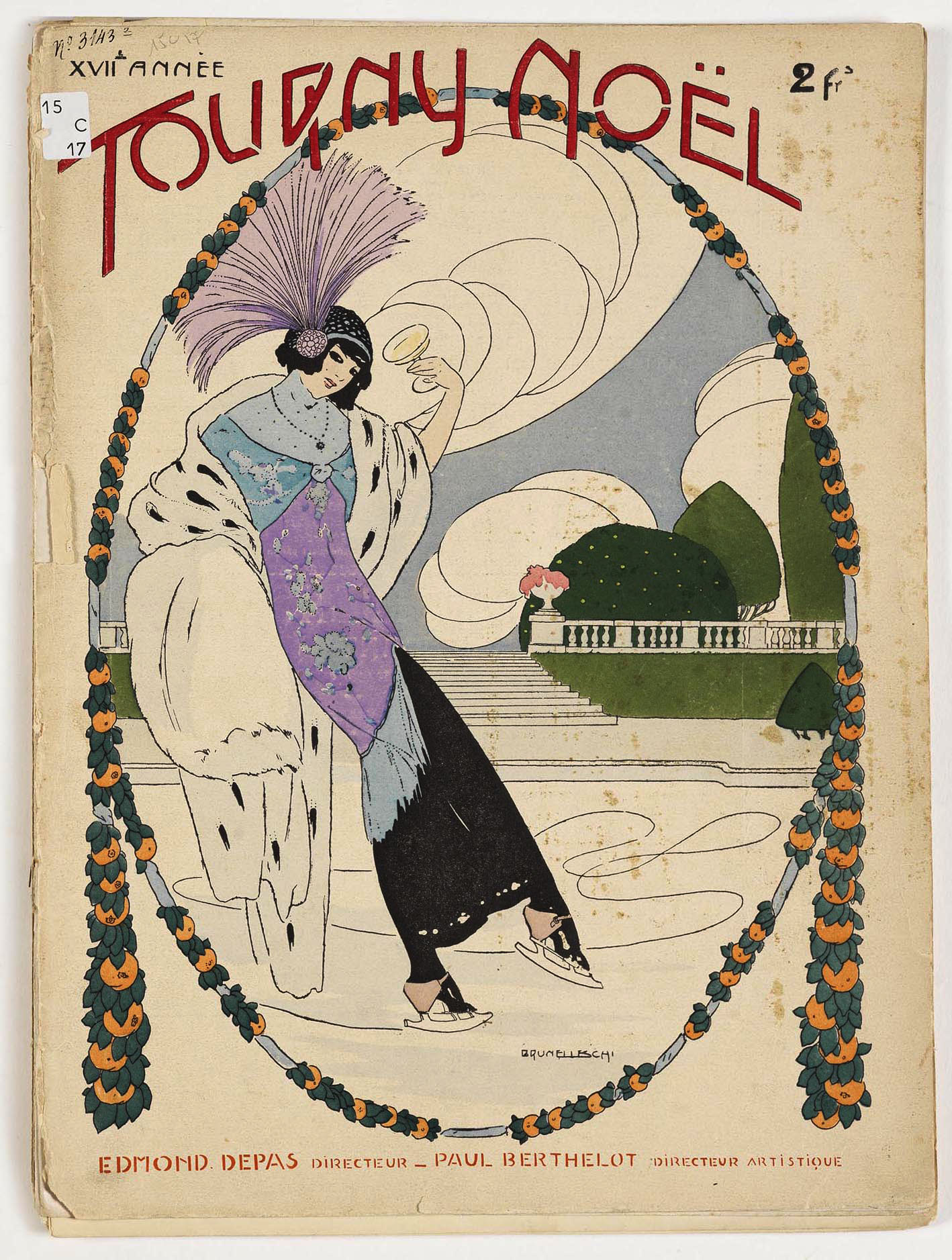
1911 Tourny-Noël (N°17)
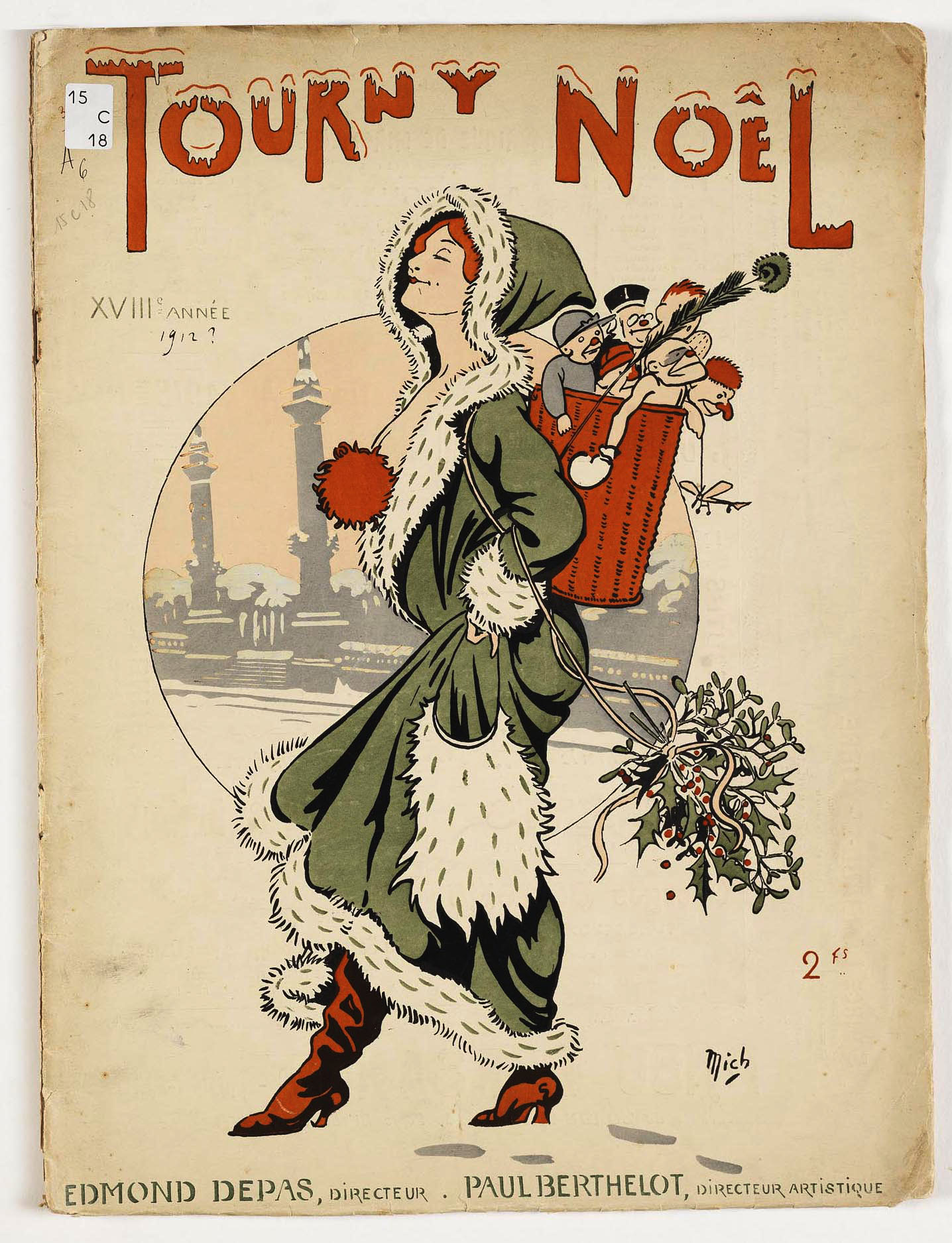
1912 Tourny-Noël (N°18)
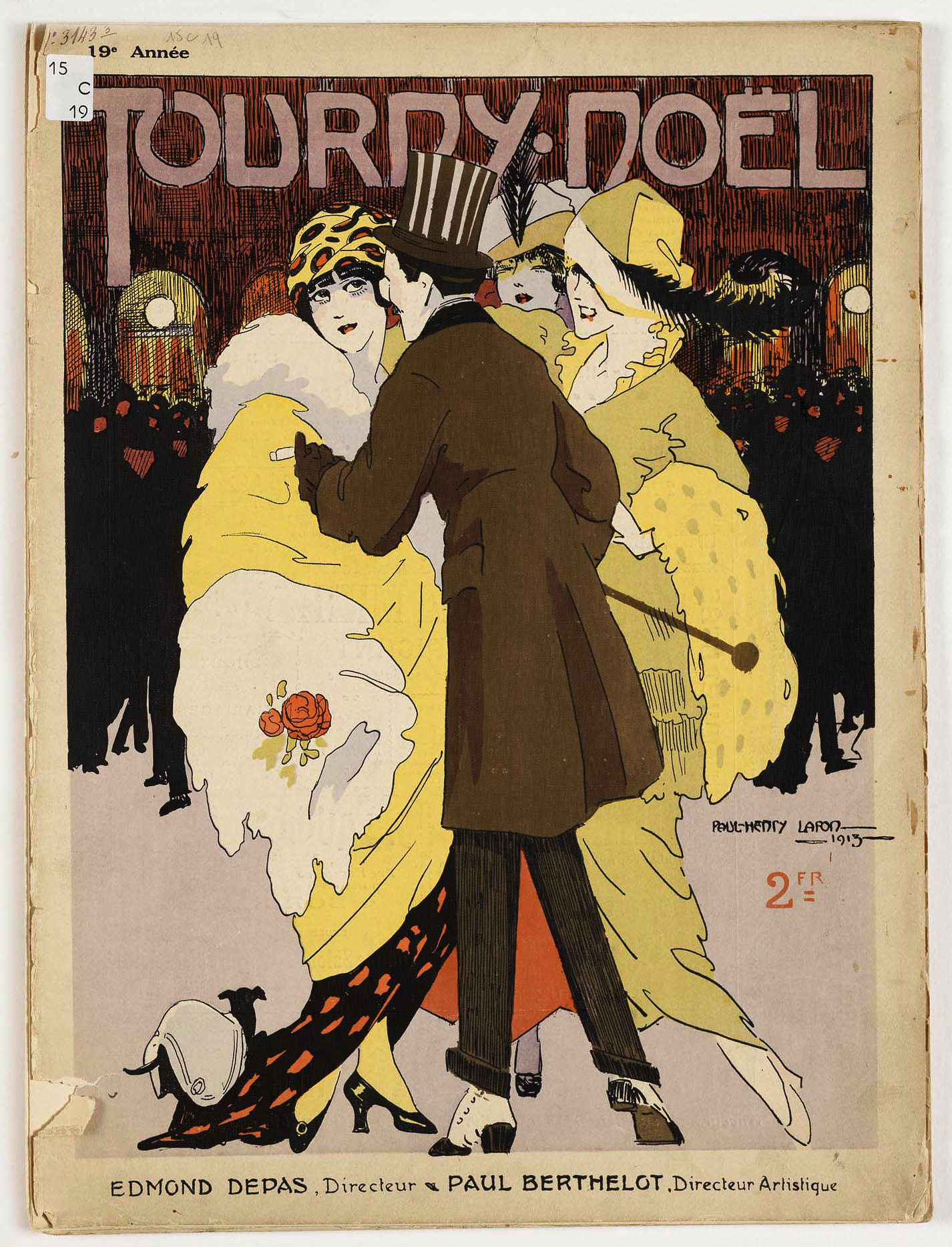
1913 Tourny-Noël (N°19)
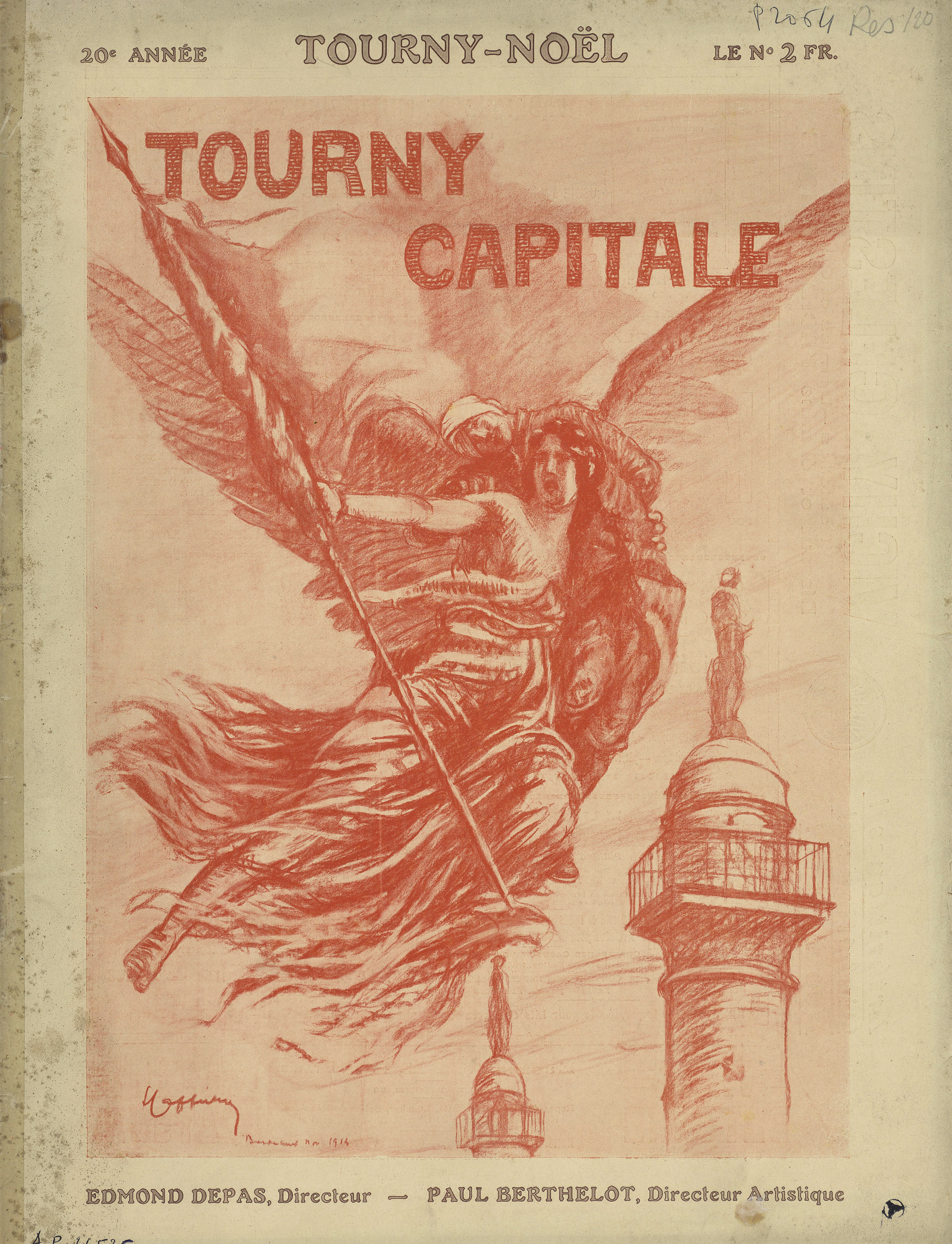
1914 Tourny-Noël (N°20)
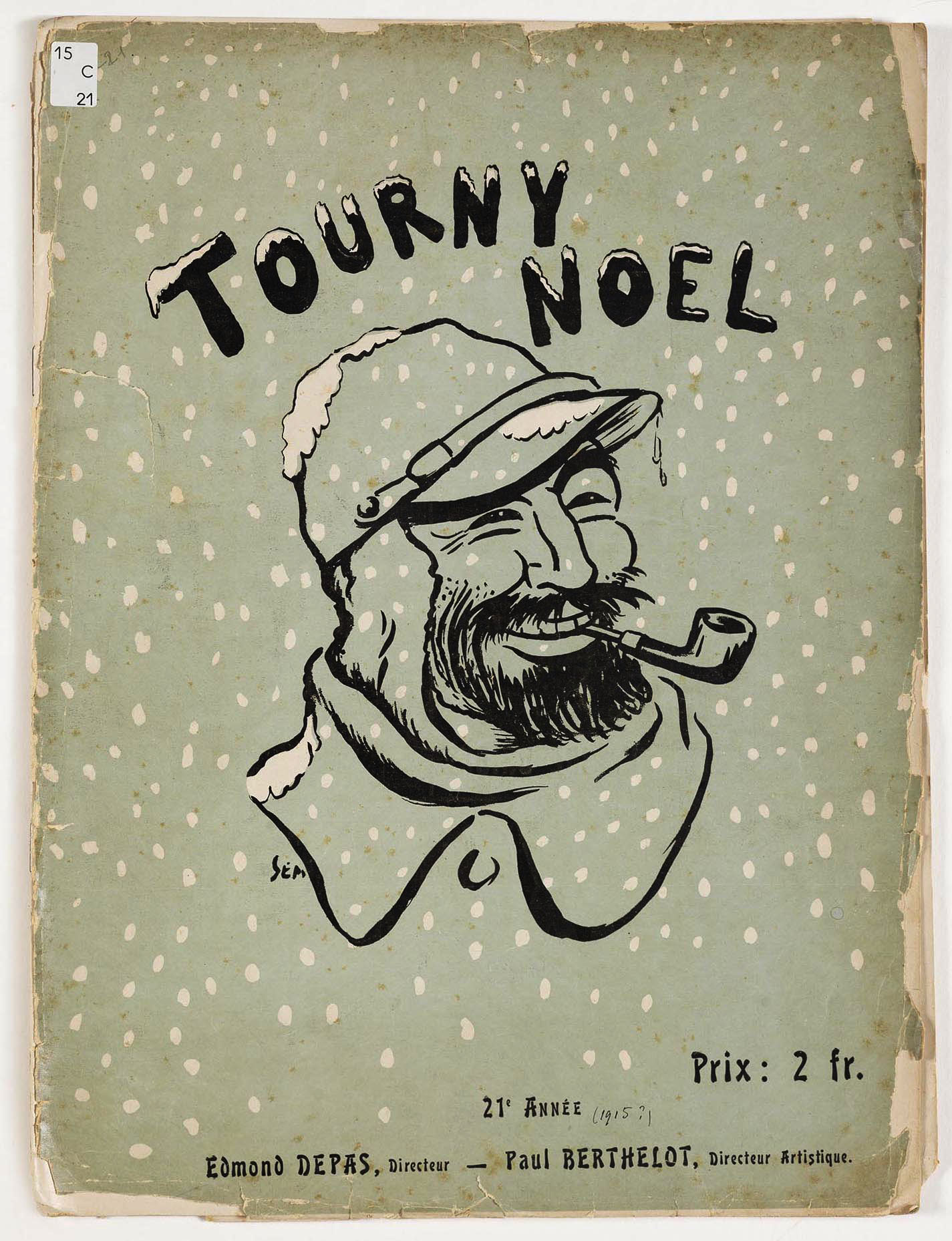
1915 Tourny-Noël (N°21)
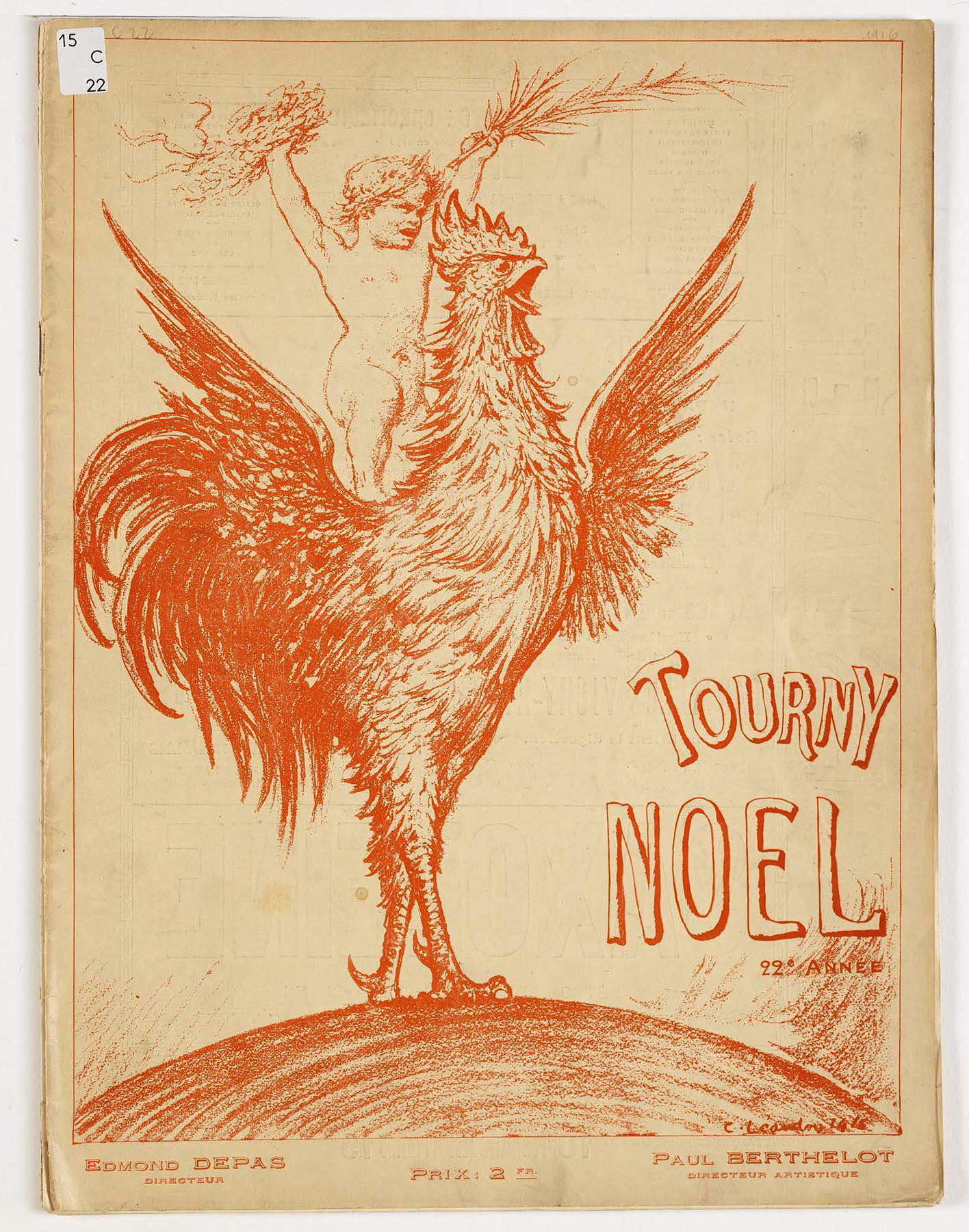
1916 Tourny-Noël (N°22)
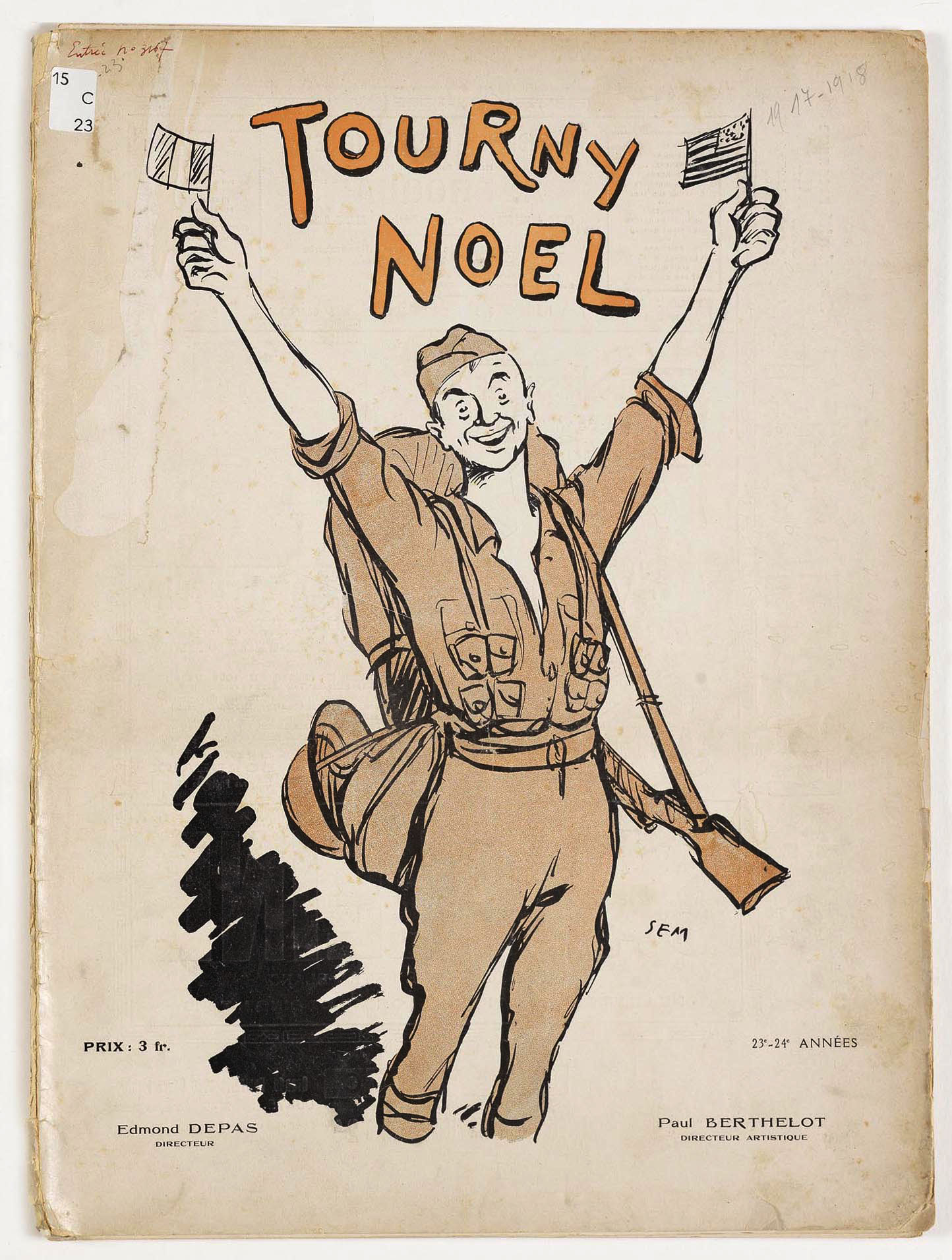
1918 Tourny-Noël (N°23 et N°24)
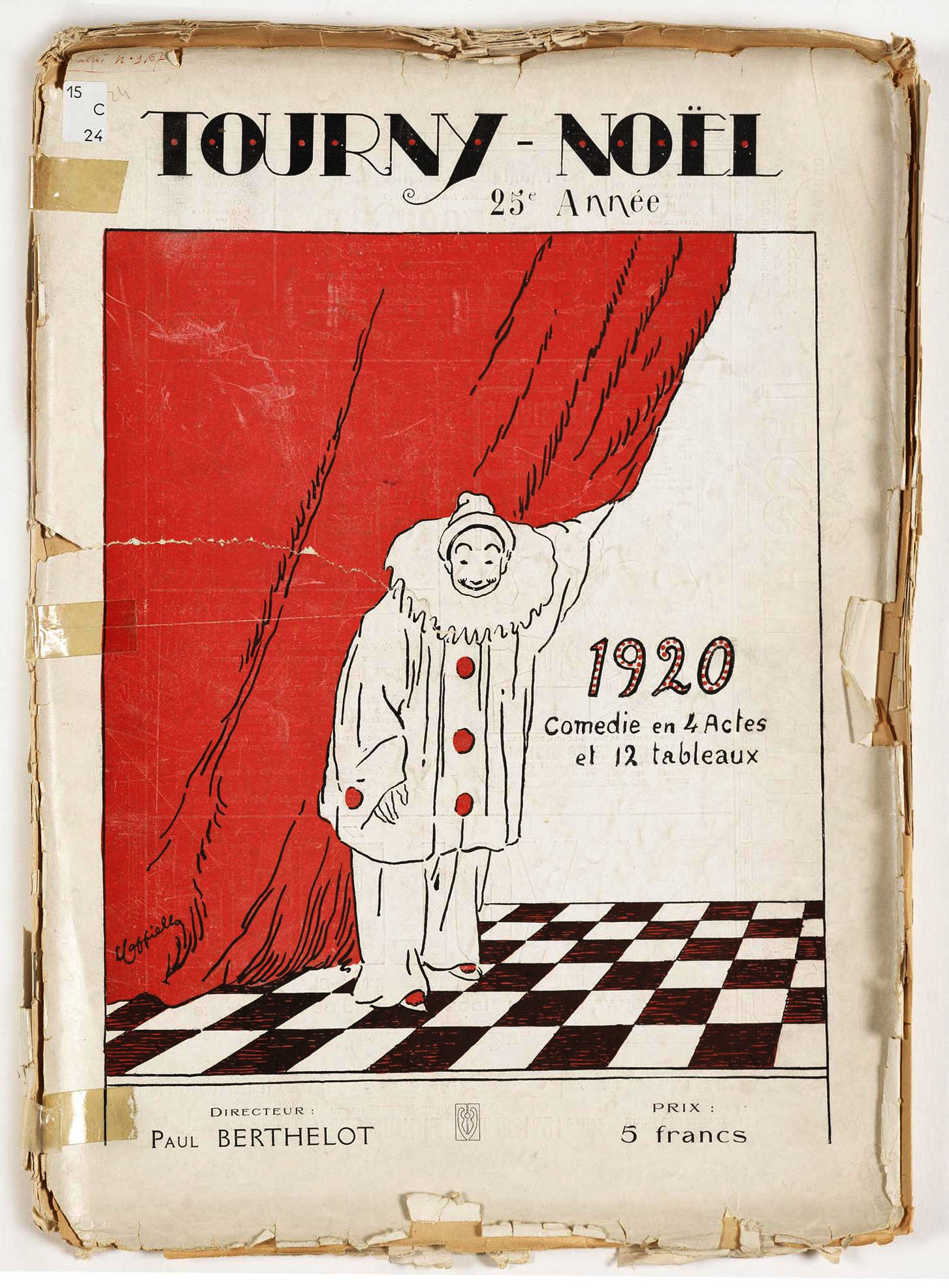
1919 Tourny-Noël (N°25)
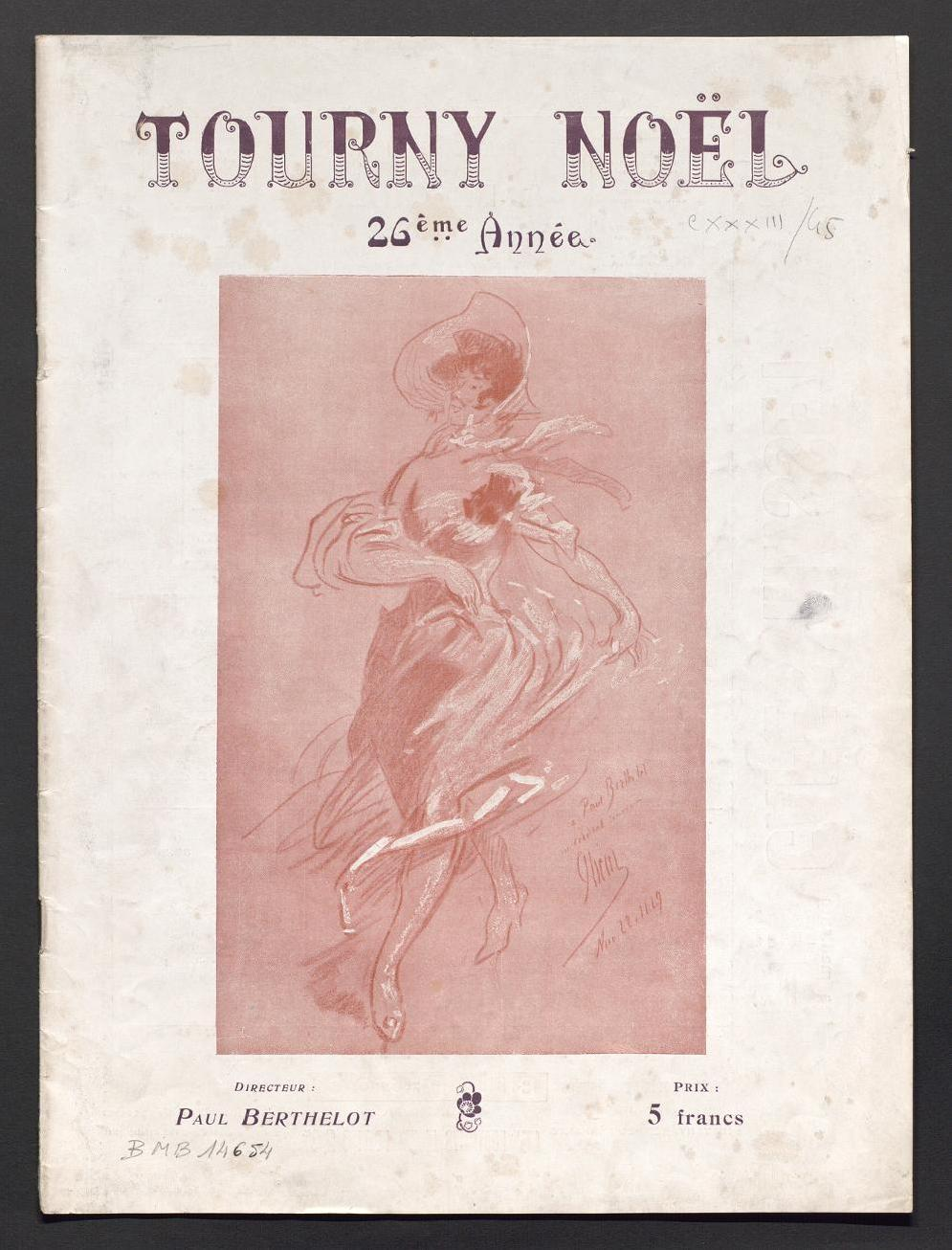
1920 Tourny-Noël (N°26)
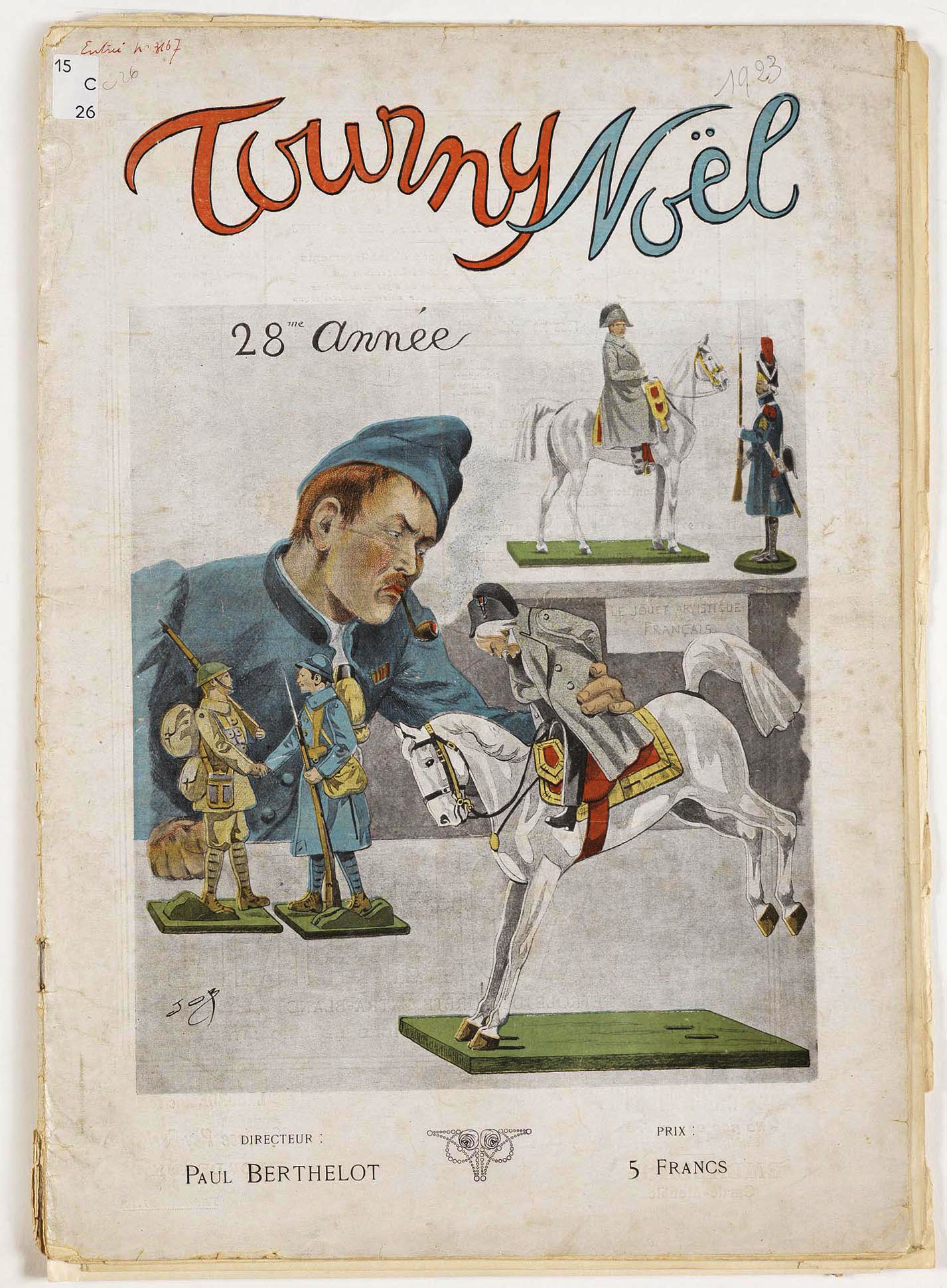
1923 Tourny-Noël (N°28)
1924 Tourny-Noël (N°29)
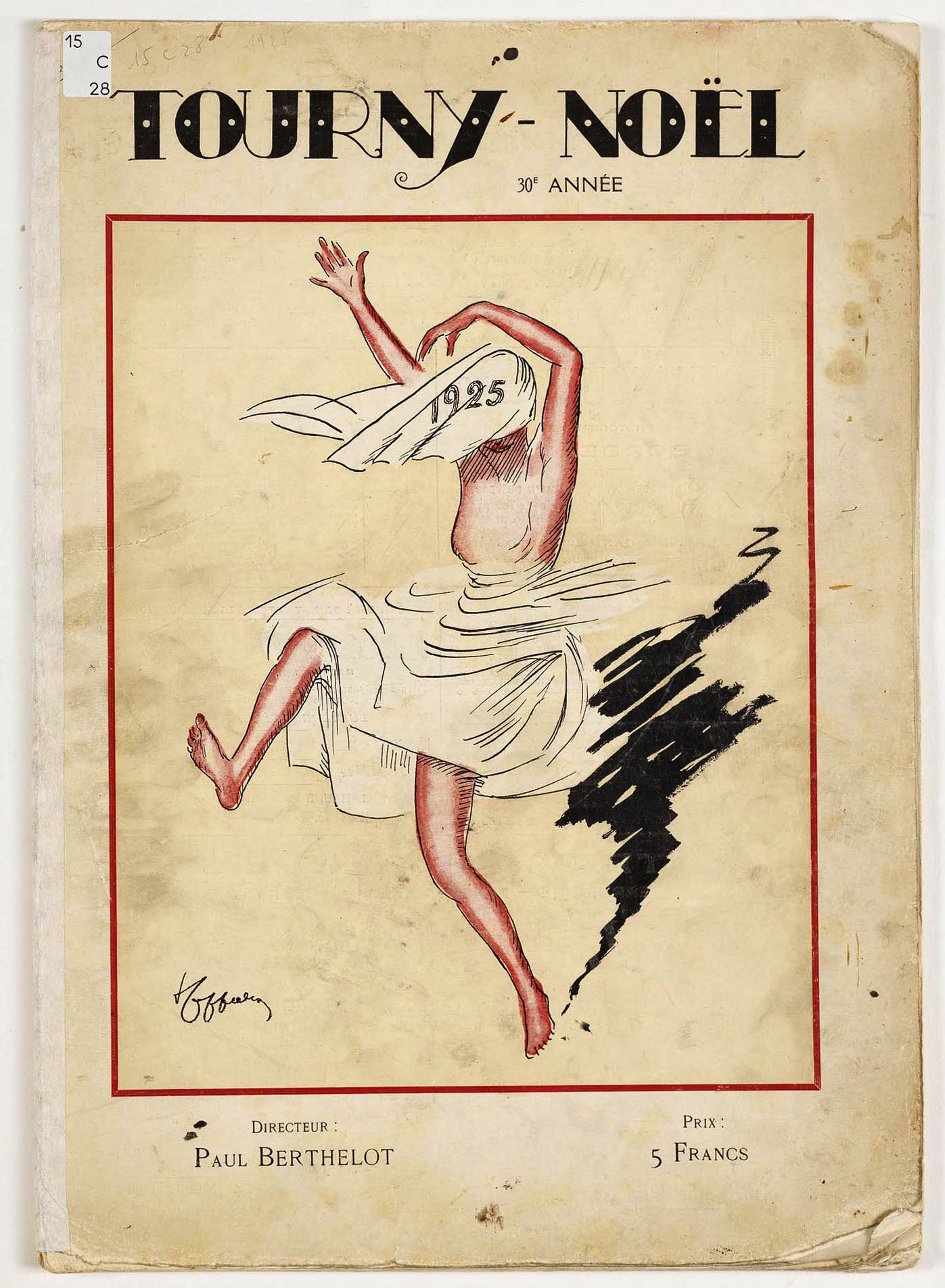
1925 Tourny-Noël (N°30)
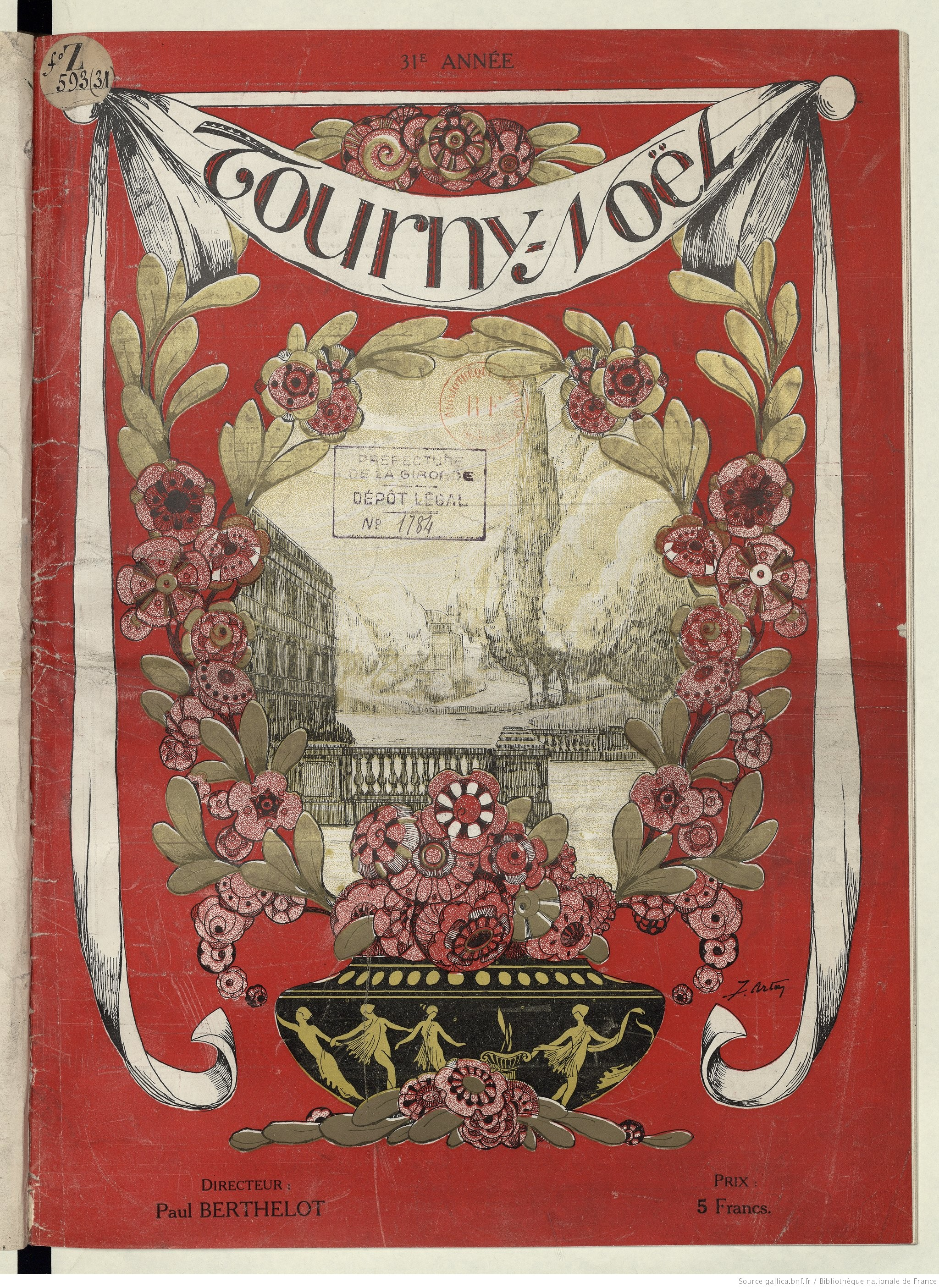
1926 Tourny-Noël (N°31)
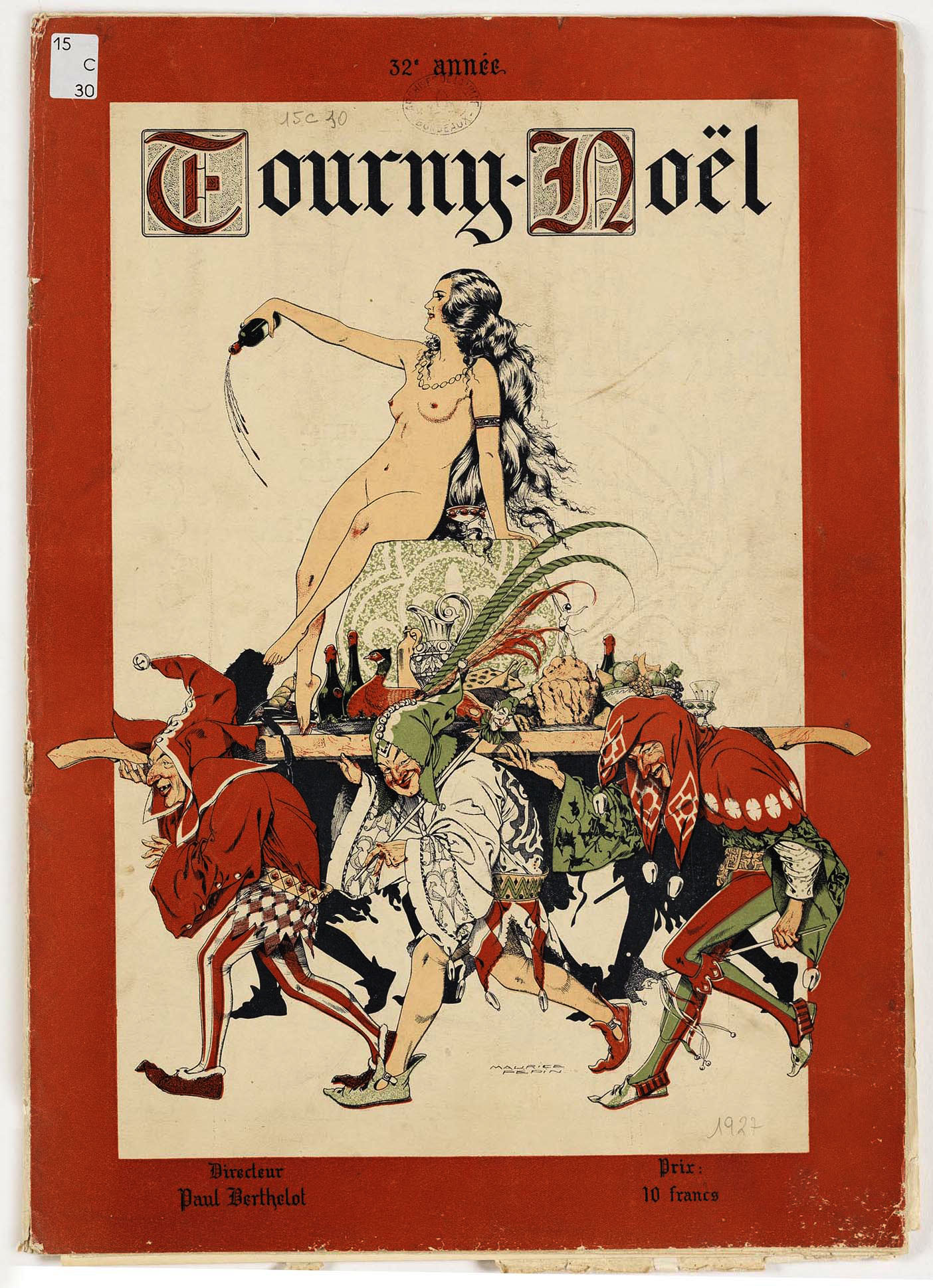
1927 Tourny-Noël (N°32)
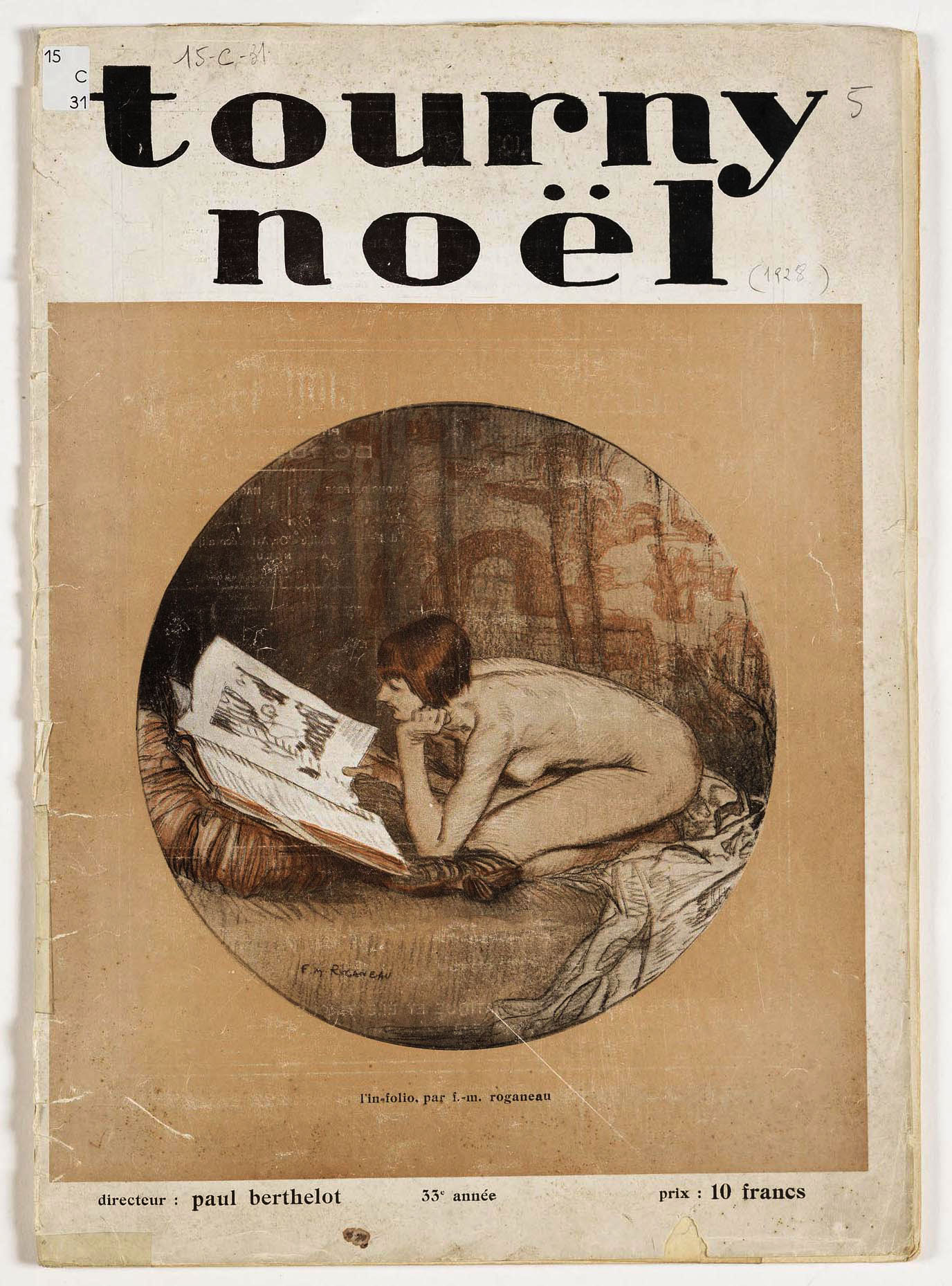
1928 Tourny-Noël (N°33)
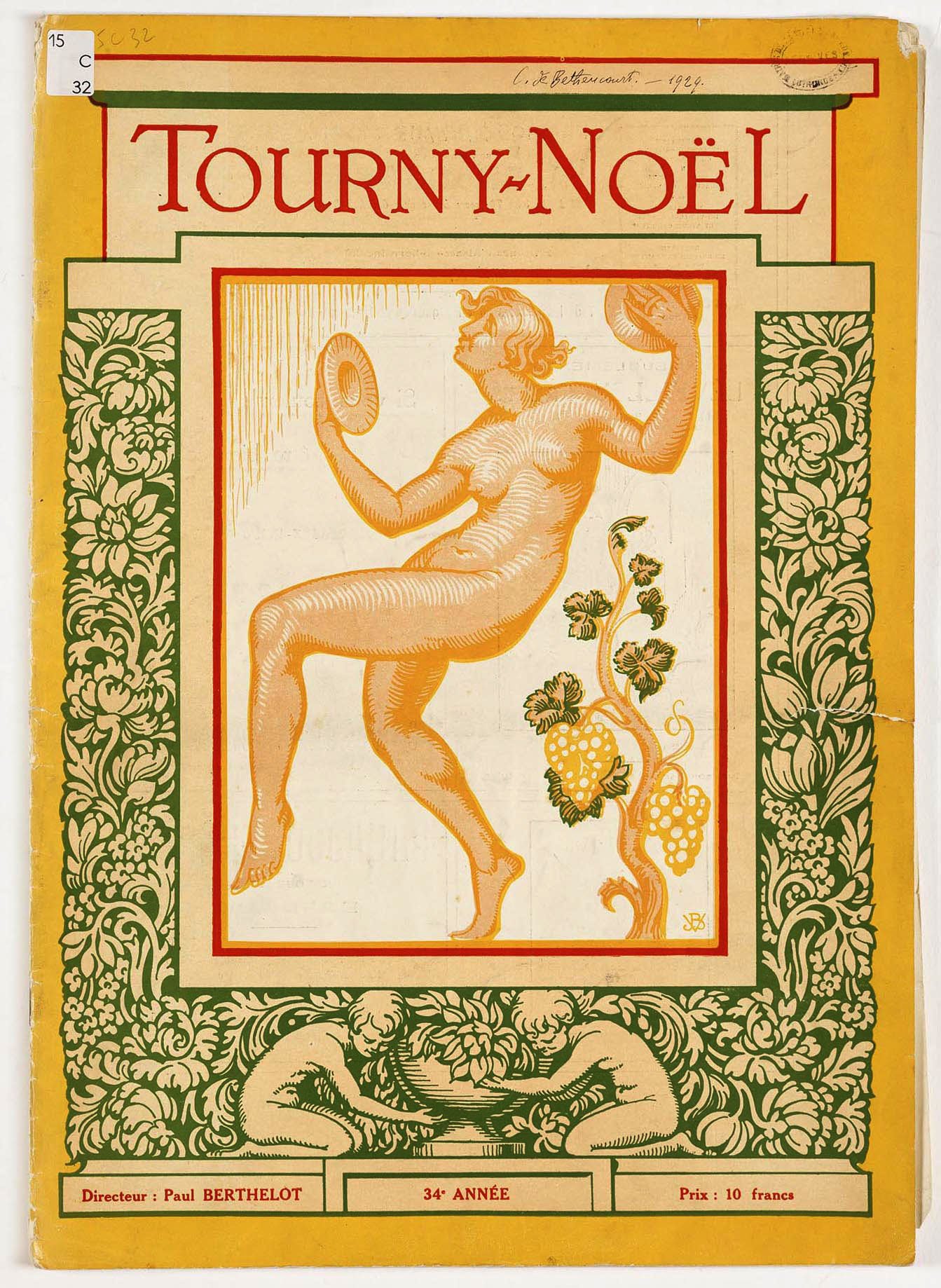
1929 Tourny-Noël (N°34)
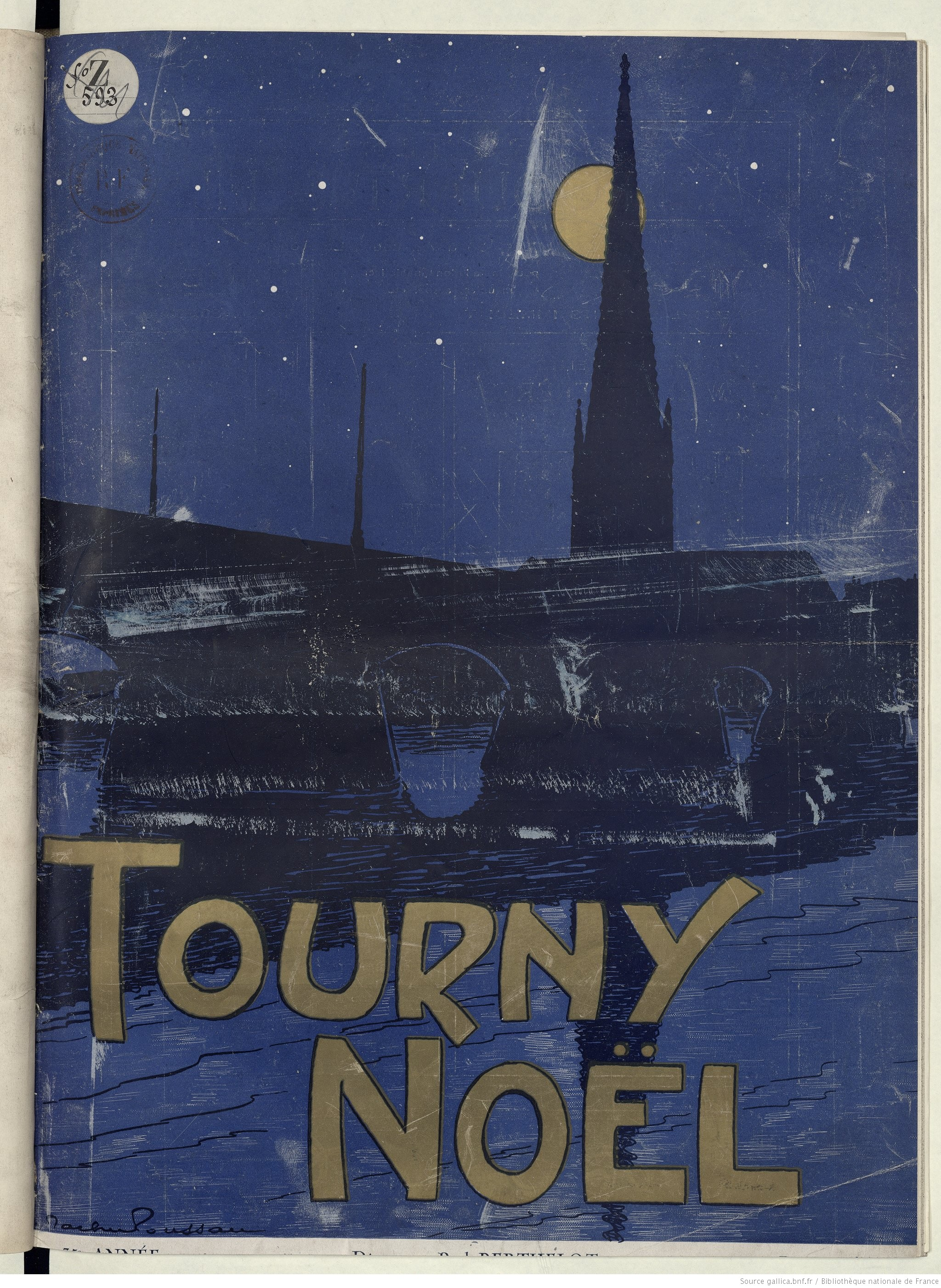
1930 Tourny-Noël (N°35)
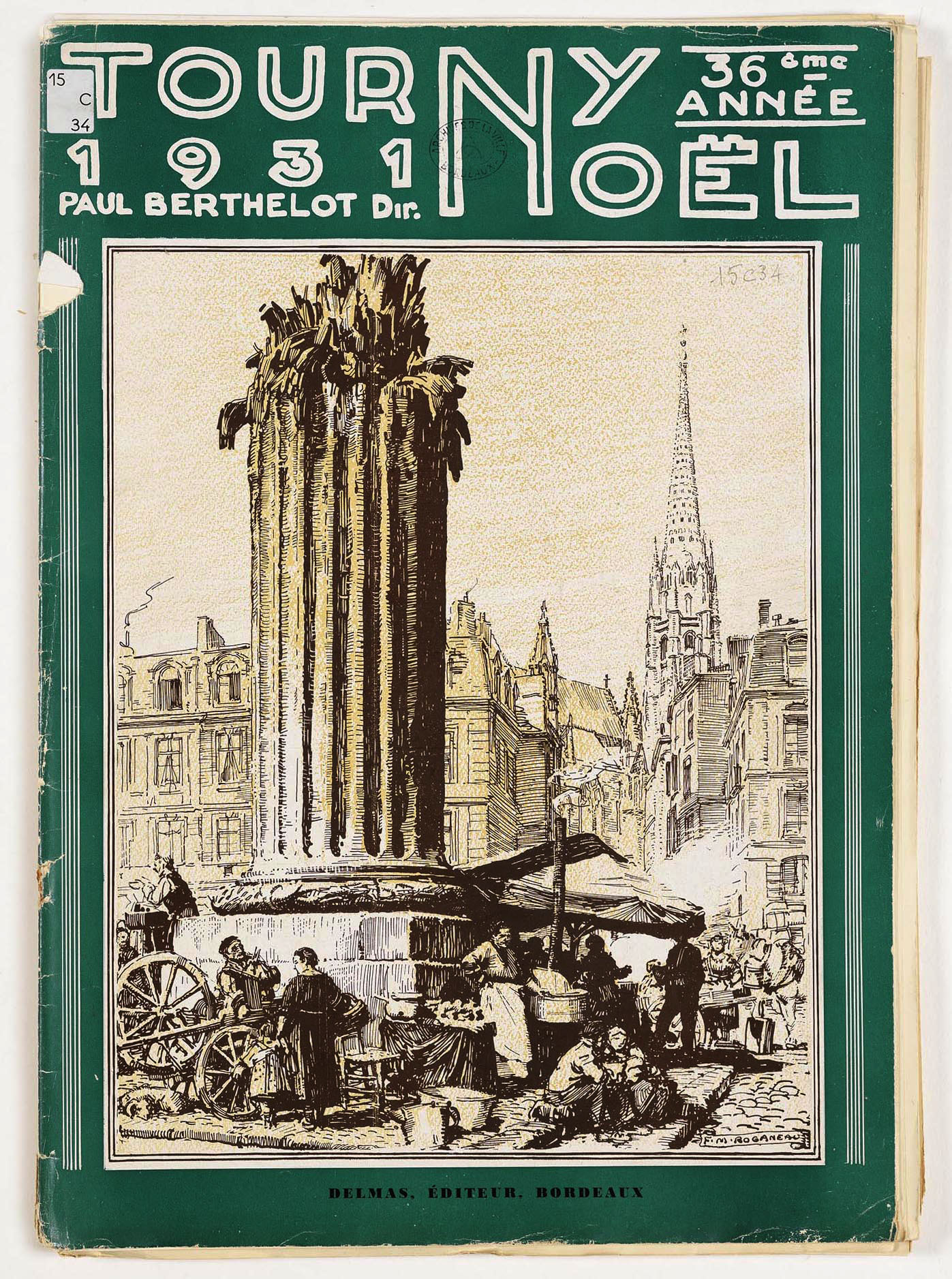
1931 Tourny-Noël (N°36)
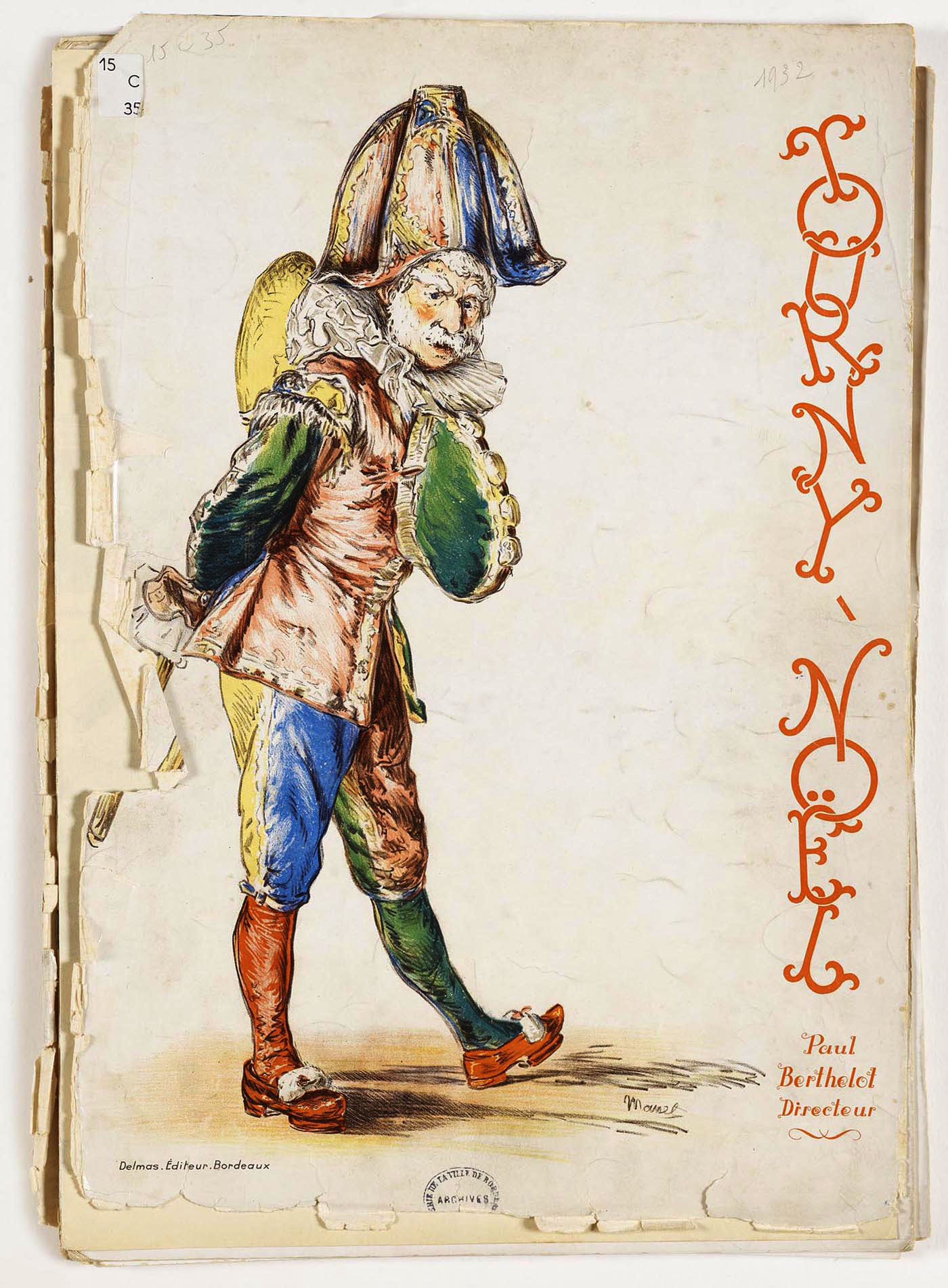
1932 Tourny-Noël (N°37)

## Les contributeurs
Les listes des auteurs de textes et les illustrateurs sont ci-dessous. Pour les contributeurs qui n'ont pas leur page dans Wikipédia il y a une biographie succincte.

### Auteurs
- Georges Baltha[Bio 3]
- Pierre Benoit
- Jean Bastia[Bio 4]
- Émile Bergerat
- Roger Bernard
- Tristan Bernard
- Jean Bertheroy
- Dominique Bonnaud
- Alcide Bontou
- Lucien Boyer
- Brisca
- Aristide Bruant
- Jean-Paul Brunet
- Henri Cain
- Paul Carrère[Bio 5]
- M.J. Champel
- Charle-Auvrey[Bio 6]
- Gustave Charpentier
- Jules Claretie
- Léo Claretie
- Francis de Croisset
- René Dasterac[Bio 7]
- Louis Dausset
- Maurice Dekobra
- Hugues Delorme
- Maurice Desbans[Bio 8]
- Gaston Deschamps
- Louis Émié
- Claude Farrère
- Louis Forest
- Anatole France
- Jacques Ferny
- G. Filippi
- Maxime Formont[Bio 9]
- André de Fouquières
- Félix Galipaux
- Paul Gavault
- Louis Geandreau[Bio 10]
- René Giradet
- Émile Goudeau
- Jean Gounouilhou[Bio 11]
- Francis Jammes
- Camille Jullian
- Iann Karmor[Bio 12]
- Jean de Lahourtique[Bio 13]
- Cora Laparcerie
- William Laparra
- Georges Lecomte
- Louis Lemarchand[Bio 14]
- Marcel Lesvignes
- Paul Margueritte
- Maurice Martin
- Victor Meusy
- Charles Monselet
- Gabriel Montoya[Bio 15]
- Georges Montorgueil
- Musidora
- Yann Nibor[Bio 16]
- Louis Palauqui[Bio 17]
- Pierre Paris
- Francis Planté
- Marcel Prévost
- A. Pujolle
- Paul Rabot[Bio 18]
- Henri Raby
- Armand Richard
- Jean Richepin
- Albert Robert
- Jean de la Roca[Bio 19]
- J.-H. Rosny jeune
- Maurice Rostand
- R. de Saint-Arroman[Bio 20]
- Victorien Sardou
- Aurélien Scholl
- Roger Serreau
- Gaston Serreau
- Armand Silvestre
- Georges de Sonneville
- Louis Sonolet[Bio 21]
- G. Sterny
- Hermann Tasta[Bio 22]
- Marcelle Tinayre
- Ernest Toulouze[Bio 23]
- Gabriel Trarieux
- Jean Valmy-Baysse
- Camille Vergniol[Bio 24]
- Willy
- M. Wilmotte
- Léon Xanrof